# North American F-100 Super Sabre
O North American F-100 Super Sabre é um avião de caça a jato supersônico americano que serviu com a Força Aérea dos Estados Unidos (USAF) de 1954 a 1971 e com a Guarda Nacional Aérea (ANG) até 1979. O primeiro da Série Centenária da USAF caças a jato, foi o primeiro caça da USAF capaz de velocidade supersônica em voo nivelado. O F-100 foi projetado pela North American Aviation como uma continuação de maior desempenho do caça de superioridade aérea do F-86 Sabre.
Adaptado como um caça-bombardeiro, o F-100 foi suplantado pelo F-105 Thunderchief de duas classes do Mach para missões de ataque no Vietnã do Norte. O F-100 voou extensivamente sobre o Vietnã do Sul como o principal jato de apoio aéreo próximo da força aérea, até ser substituído pelo LTV subsônico mais eficiente A-7 Corsair II. O F-100 também serviu em outras forças aéreas da OTAN e com outros aliados dos EUA. Em sua vida posterior, foi frequentemente referido como o Hun, uma versão abreviada de "cem".

## Design e desenvolvimento
Em janeiro de 1951, a North American Aviation entregou uma proposta não solicitada para um caça supersônico à Força Aérea dos Estados Unidos. Nomeado Sabre 45 por causa de sua varredura de asa de 45 °, representou uma evolução do F-86 Sabre. A maquete foi inspecionada em 7 de julho de 1951 e, após mais de cem modificações, a nova aeronave foi aceita como F-100 em 30 de novembro de 1951. O uso extensivo de titânio em toda a aeronave era notável. Em 3 de janeiro de 1952, a USAF encomendou dois protótipos, seguidos por 23 F-100As em fevereiro e outros 250 F-100As em agosto.
O YF-100A voou pela primeira vez em 25 de maio de 1953, sete meses antes do previsto. Chegou a Mach 1.04, apesar de estar equipado com um motor XJ57-P-7 de-nominal. O segundo protótipo voou em 14 de outubro de 1953, seguido pela primeira produção do F-100A em 9 de outubro de 1953. A avaliação operacional da USAF de novembro de 1953 a dezembro de 1955 constatou que o novo caça teve desempenho superior, mas declarou que não estava pronto para a grande escala implantação devido a várias deficiências no design. Essas descobertas foram posteriormente confirmadas durante os testes de adequação operacional do "Project Hot Rod".
Seis F-100 chegaram ao Comando Aéreo da Base Aérea de Eglin, em agosto de 1954. O Centro de Testes Operacionais da Força Aérea estava programado para usar quatro dos caças em testes de adequação operacional e os outros dois seriam submetidos a testes de armamento pela Força Aérea. Centro de Armamento da Força. A Divisão Aérea Tática da AFOTC estava realizando os testes da APGC sob a direção do tenente-coronel Henry W. Brown, do escritório do projeto. O teste inicial foi concluído pelo pessoal da APGC na Base da Força Aérea de Edwards.
Particularmente preocupante foi a instabilidade da guinada em certos regimes de voo que produziram acoplamentos de inércia. A aeronave poderia desenvolver uma guinada repentina, o que aconteceria rápido demais para o piloto corrigir e sobrecarregaria rapidamente a estrutura da aeronave à desintegração. Foi nessas condições que o principal piloto de testes da América do Norte, George Welch, foi morto enquanto testava um F-100A de produção inicial (s / n 52-5764) em 12 de outubro de 1954.
Outro problema de controle surgiu do manuseio das características da asa enflechada em altos ângulos de ataque. À medida que a aeronave se aproximava da velocidade de estol, a perda de sustentação nas pontas das asas causava um arremesso violento. Esse fenômeno em particular (que poderia facilmente ser fatal em baixa altitude, onde não havia tempo suficiente para se recuperar) ficou conhecido como "dança do Sabre".
No entanto, atrasos no programa Republic F-84F Thunderstreak levaram o Comando Aéreo Tático a encomendar o F-100A bruto. O Comando Aéreo Tático também solicitou que os futuros F-100 fossem caça-bombardeiros, com a capacidade de fornecer bombas nucleares.
O North American F-107 foi um desenvolvimento subsequente do Mach 2 do F-100, com a entrada de ar movida acima e atrás da cabine do piloto. Não foi produzido a favor do Republic F-105 Thunderchief.

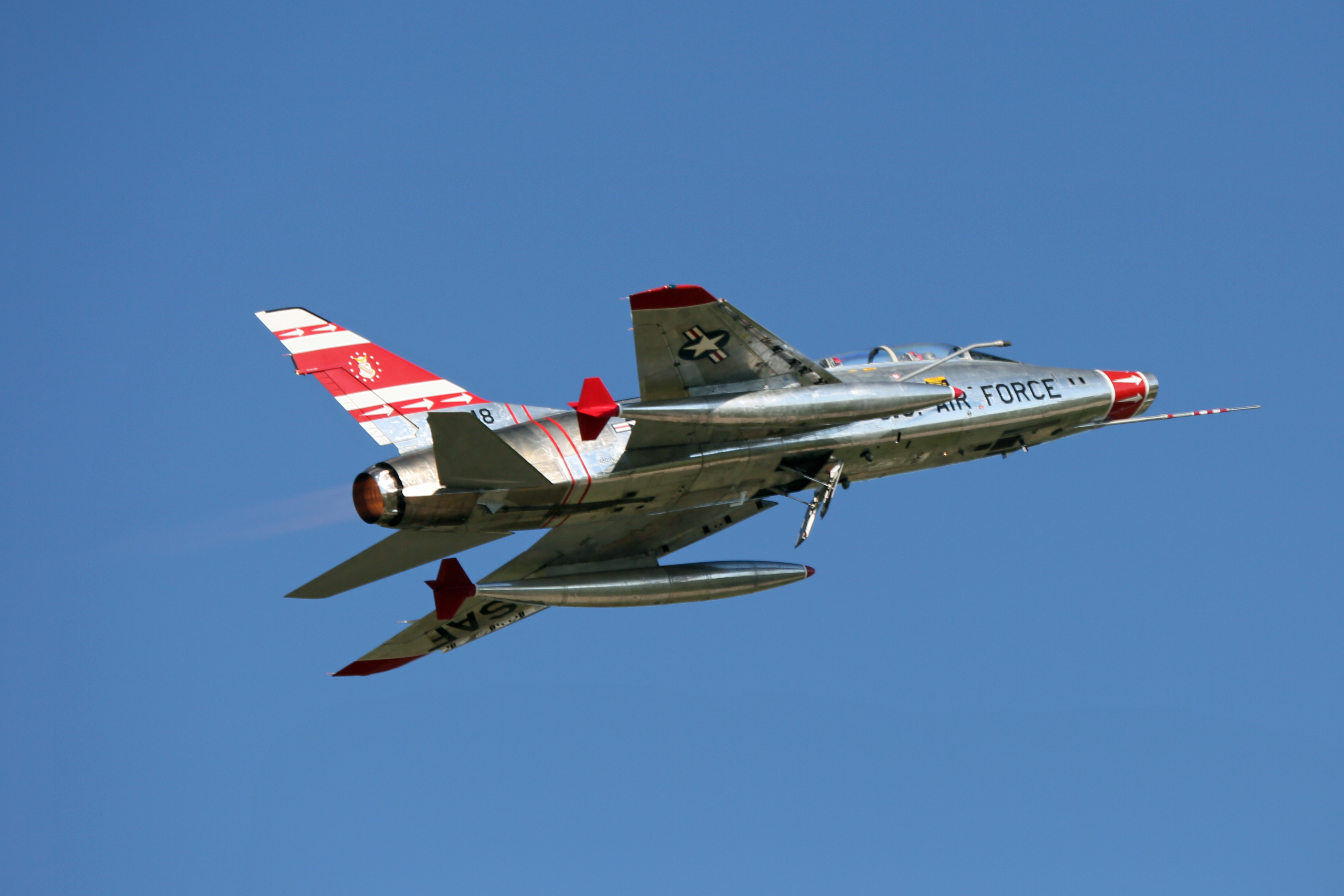
North American F-100F Super Sabre

## História Operacional
O F-100A entrou oficialmente no serviço da USAF em 27 de setembro de 1954, com a 479th Fighter Wing em George AFB, Califórnia. Em 10 de novembro de 1954, o F-100As sofreu seis acidentes graves devido a instabilidade de voo, falhas estruturais e falhas no sistema hidráulico, levando a força aérea a aterrar toda a frota até fevereiro de 1955. O 479 finalmente entrou em operação em setembro de 1955 Devido a problemas contínuos, a força aérea começou a eliminar o F-100A em 1958, com a última aeronave saindo da ativa em 1961. Naquela época, 47 aeronaves haviam sido perdidas em acidentes graves. O aumento da tensão devido à construção do Muro de Berlim em agosto de 1961 forçou a USAF a recolocar o F-100As em serviço ativo no início de 1962. A aeronave foi finalmente retirada em 1970.
O pedido do TAC para um caça-bombardeiro foi abordado com o F-100C, que voou em março de 1954 e entrou em serviço em 14 de julho de 1955, com a 450th Fighter Wing, Foster AFB, Texas. Os testes operacionais em 1955 revelaram que o F-100C era na melhor das hipóteses uma solução provisória, compartilhando todas as falhas do F-100A. O motor J57-P-21 aprimorado melhorou o desempenho, mas continuou sofrendo com as paradas do compressor. No entanto, o F-100C foi considerado uma excelente plataforma para o bombardeio nuclear por causa de sua alta velocidade máxima. O problema do acoplamento por inércia foi resolvido com a instalação de um amortecedor de guinadas no 146th F-100C, posteriormente adaptado a aeronaves anteriores. Um amortecedor de passo foi adicionado a partir do 301st F-100C, a um custo de US $ 10.000 por aeronave.

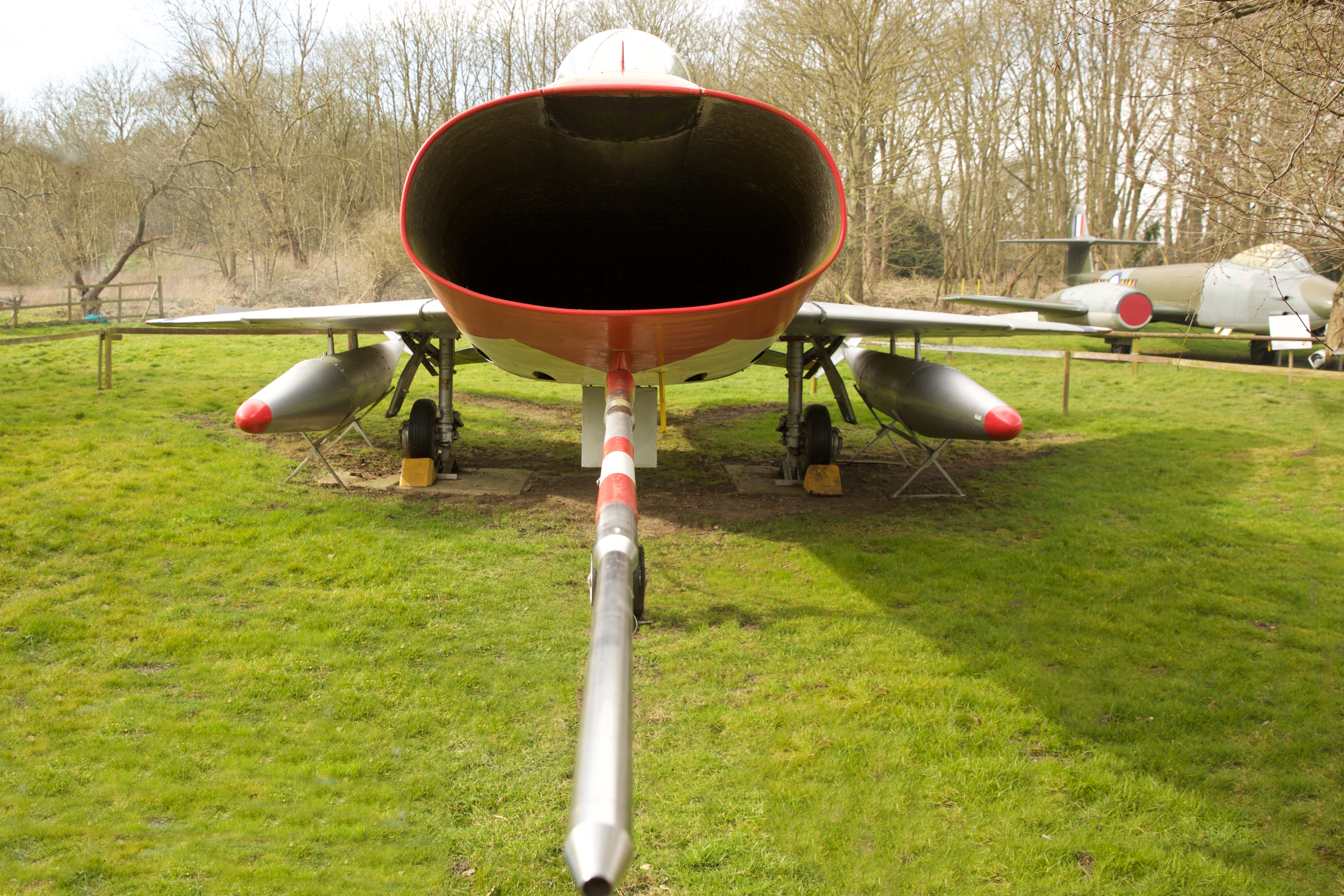
Um F-100D mostrando sua entrada de ar elíptica

A adição de hardpoints "úmidos" significava que o F-100C poderia transportar um par de 275 galões dos EUA (1.040 l) e um par de tanques de queda de 200 galões dos EUA (770 l). No entanto, a combinação causou uma perda de estabilidade direcional em alta velocidade e os quatro tanques foram rapidamente substituídos por um par de tanques de queda de 450 galões americanos (1.730 l). Os 450s eram escassos e caros e eram frequentemente substituídos por tanques menores de 335 galões (1.290 l). O mais preocupante para o TAC foi o fato de que, em 1965, apenas 125 F-100Cs eram capazes de utilizar todas as armas não nucleares no inventário da força aérea, particularmente bombas de fragmentação e mísseis ar-ar AIM-9 Sidewinder. Quando o F-100C foi extinto em junho de 1970, 85 haviam sido perdidos em acidentes graves.
O F-100D definitivo visava abordar as deficiências ofensivas do F-100C, sendo principalmente uma aeronave de ataque ao solo com capacidade de caça secundária. Para esse efeito, a aeronave foi equipada com piloto automático, aviônica aprimorada e, começando com a 184ª aeronave de produção, capacidade AIM-9 Sidewinder. Em 1959, 65 aeronaves foram modificadas para também disparar o míssil ar-terra AGM-12 Bullpup. Para abordar ainda mais as características perigosas do voo, a extensão da asa foi estendida em 26 polegadas (66 cm) e a área vertical da cauda foi aumentada em 27%.

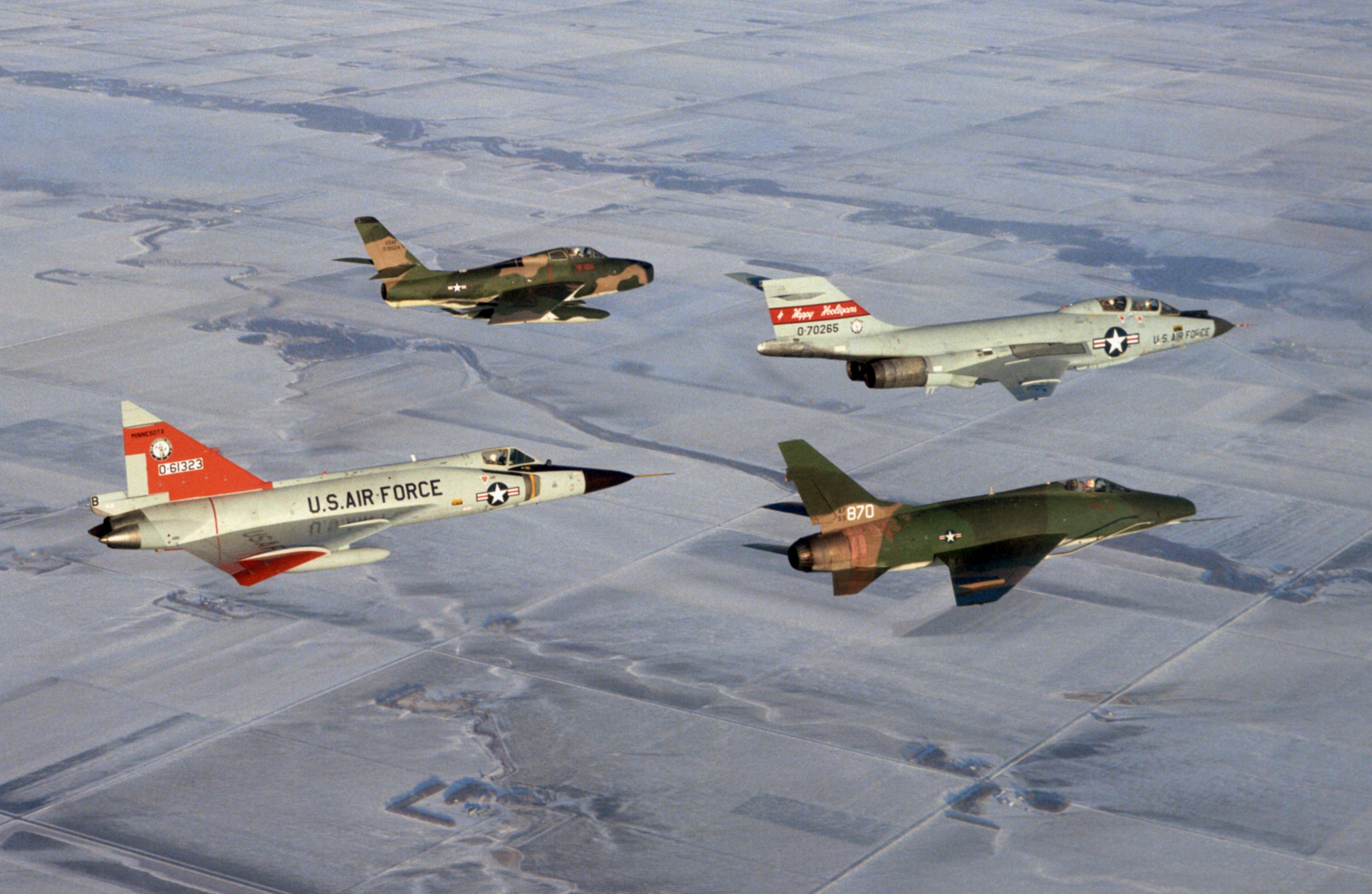
F-100D em formação com mais três aviões diferentes

O primeiro F-100D (54-2121) voou em 24 de janeiro de 1956, pilotado por Daniel Darnell. Entrou em serviço em 29 de setembro de 1956 com a 405th Fighter Wing na Base Aérea de Langley. A aeronave sofria de problemas de confiabilidade com o acionamento de velocidade constante, que fornece corrente de frequência constante aos sistemas elétricos. De fato, a unidade era tão pouco confiável que a USAF exigia que ela tivesse seu próprio sistema de óleo para minimizar os danos em caso de falha. O mau funcionamento do trem de pouso e do paraquedas dos freios reivindicou várias aeronaves, e as sondas de reabastecimento tendem a se soltar durante as manobras de alta velocidade. Inúmeras correções de pós-produção criaram uma diversidade de capacidades entre aeronaves individuais que, em 1965, cerca de 700 F-100Ds passaram por modificações no High Wire para padronizar os sistemas de armas. As modificações no High Wire levaram 60 dias por aeronave a um custo de todo o projeto de US $ 150 milhões. Em 1966, o programa Combat Skyspot equipou alguns F-100Ds com um transmissor de radar de banda X para permitir bombardeios direcionados ao solo em condições climáticas adversas ou à noite.

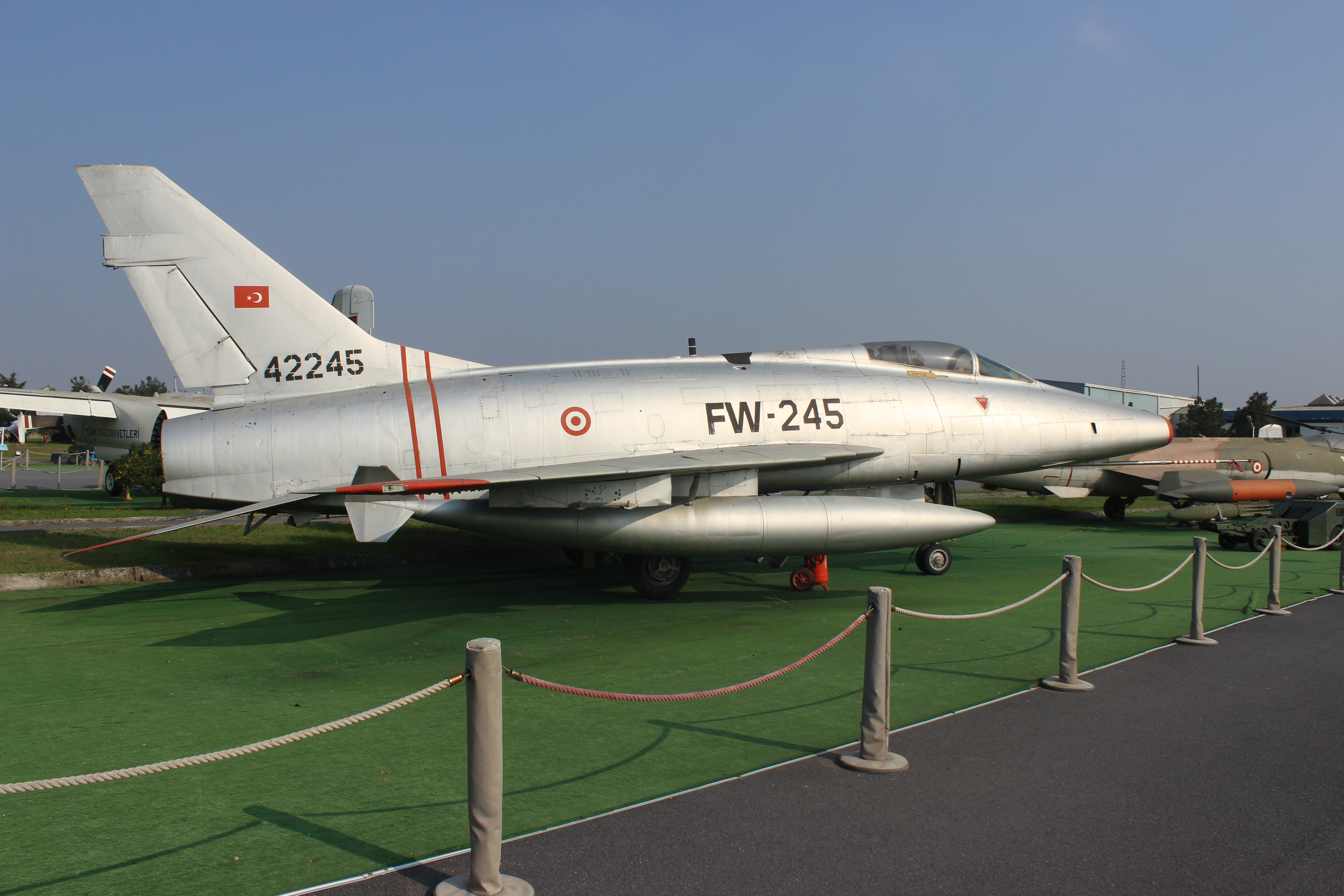
F-100 Super Sabre da Força Aérea da Turquia

Em 1961, na Base Aérea de England, Louisiana, (401a ala tática), havia quatro esquadrões de caça-bombardeiros. Estes foram os 612, 613, 614 e 615 (Fighting Tigers). Durante a crise de Berlim (aproximadamente setembro de 1961), o 614º foi implantado na Base Aérea de Ramstein, na Alemanha, para apoiar os alemães ocidentais. No briefing inicial, o 614º pessoal foi informado de que, devido à proximidade da URSS, se um ICBM fosse lançado, eles teriam apenas 30 minutos para lançar a aeronave do 614th e se retirar para o bunker alemão mais próximo.
Em 1967, a USAF iniciou um programa de reforço estrutural para estender a vida útil da aeronave das 3000 horas de voo projetadas para 7.000. Somente a USAF perdeu 500 F-100Ds, predominantemente em acidentes. Depois que uma aeronave sofreu uma falha na asa, foi dada especial atenção ao revestimento das asas com tiras externas. Durante a Guerra do Vietnã, as perdas de combate constituíam até 50 aeronaves por ano. Em 7 de junho de 1957, um F-100D equipado com um foguete Astrodyne produzindo 667,2 kN de impulso executou com sucesso um lançamento de comprimento zero (ZeLL). Isso foi conseguido com a adição de uma grande vasilha na parte inferior da aeronave. Esse cartucho continha um composto de pó preto e foi acionado eletromecanicamente, levando o motor a jato ao ponto de ignição mínimo. A capacidade foi incorporada a aeronaves de produção tardia. Após um acidente grave, os Thunderbirds da USAF voltaram do F-105 Thunderchiefs para o F-100D, que eles operaram desde 1964 até que ele foi substituído pelo F-4 Phantom II em 1968.
O F-100 foi alvo de muitos programas de modificação ao longo de seu serviço. Muitos deles foram melhorias em eletrônica, fortalecimento estrutural e projetos para melhorar a facilidade de manutenção. Um deles foi a substituição dos pós-queimadores originais dos motores J-57 pelos pós-queimadores mais avançados dos interceptores Convair F-102 Delta Dagger aposentados. Essa modificação mudou a aparência do final da popa do F-100, eliminando o escape original "estilo pétala". A modificação do pós-combustor começou na década de 1970 e resolveu problemas de manutenção com o tipo antigo, além de problemas operacionais, incluindo problemas de parada do compressor.
O instrutor de dois lugares do F-100F entrou em serviço em 1958. Ele recebeu muitas das atualizações de armas e fuselagem do F-100D, incluindo os novos pós-combustores. Em 1970, 74 F-100Fs foram perdidos em acidentes graves.
Em 1972, o F-100 foi praticamente retirado do serviço ativo da USAF e entregue a grupos e esquadrões táticos de caça no ANG. Nas unidades da Guarda Nacional Aérea, o F-100 acabou sendo substituído pelo F-4 Phantom II, LTV A-7 Corsair II e A-10 Thunderbolt II, com o último F-100 se aposentando em 1979, com a introdução do Falcão de combate F-16. Em serviço externo, a Força Aérea Real Dinamarquesa e os F-100 da Força Aérea Turca continuaram soldados até 1982.
Durante a vida útil do serviço da USAF, um total de 889 aeronaves F-100 foram destruídas em acidentes, envolvendo a morte de 324 pilotos. O ano mais mortal dos acidentes com o F-100 foi em 1958, com 116 aeronaves destruídas e 47 pilotos mortos.
Depois que os Super Sabres foram retirados de serviço, um grande número foi convertido em drones com controle remoto (QF-100) sob o programa FSAT (Alvo Aéreo em Grande Escala da USAF) para uso como alvos para várias armas antiaéreas, incluindo caças que transportam mísseis e interceptadores de caça, com as operações FSAT sendo conduzidas principalmente na Tyndall AFB, Flórida. Alguns F-100 também chegaram às mãos de civis, principalmente com empreiteiros de defesa que apoiam as atividades de testes de voo da USAF e da NASA na Base de Edwards, Califórnia.

### Projeto Slick Chick

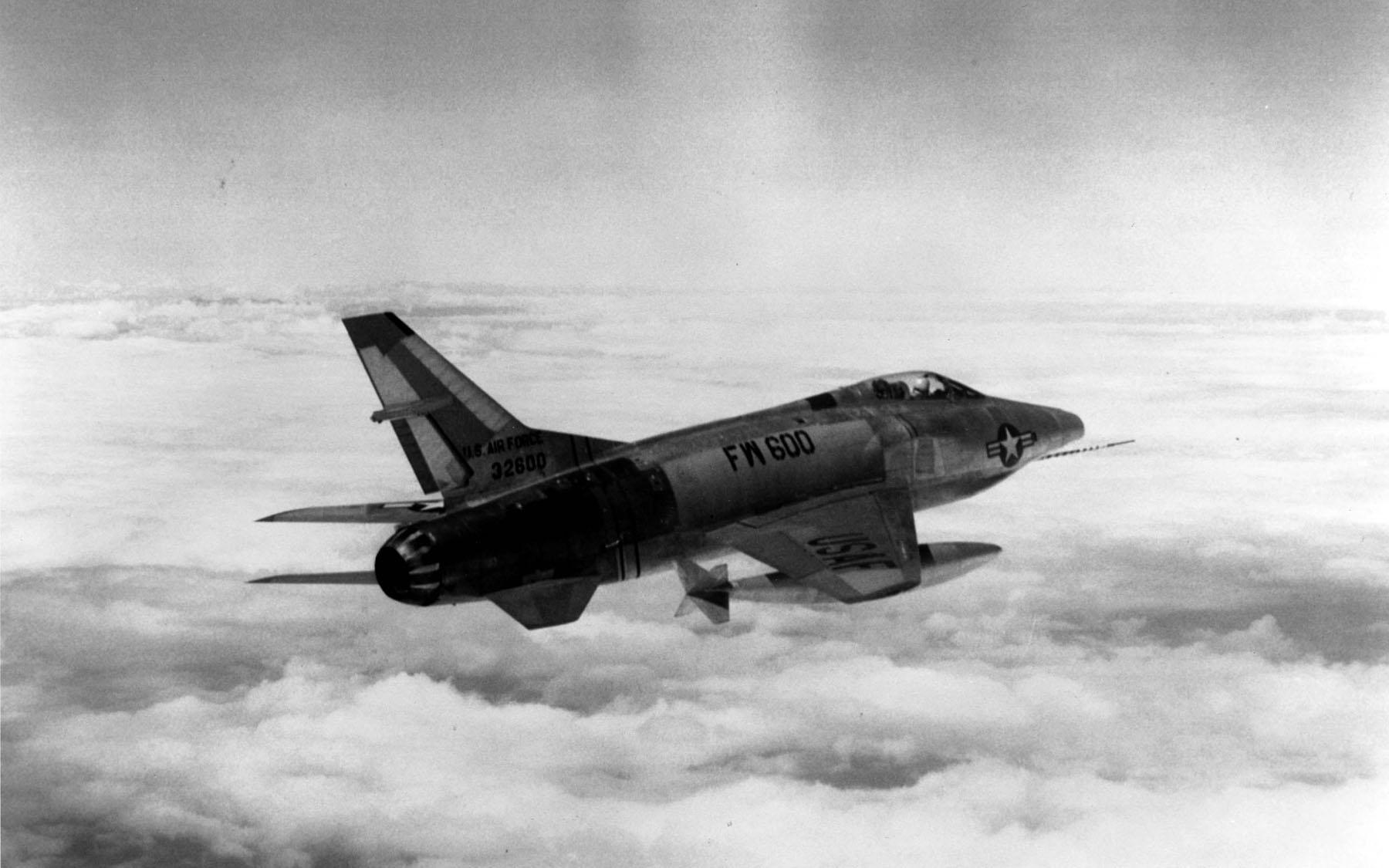
Um RF-100A em voo, marcado com o número de série AF de um Northrop F-89 Scorpion (53-2600)

A América do Norte recebeu um contrato para modificar seis F-100As para RF-100As carregando cinco câmeras, três câmeras Fairchild K-17 (veja câmera Fairchild K-20) em uma montagem de trimetrogon para foto-mapeamento e duas câmeras Fairchild K-38 em um divida a montagem vertical com as câmeras montadas horizontalmente, fotografando através de um espelho angulado a 45 ° para reduzir os efeitos das vibrações da estrutura da aeronave. Todo o armamento foi removido e as câmeras instaladas nas baias de armas e munições cobertas por uma carenagem protuberante sob a fuselagem dianteira.
Os pilotos selecionados treinaram no F-100A na Base da Força Aérea de Edwards e na George Air Force Base na Califórnia e depois na Base da Força Aérea de Palmdale para treinamento com o RF-100As real com o qual seriam implantados. Os testes de voo revelaram que o RF-100A em seu ajuste operacional pretendido de quatro tanques externos estava com falta de estabilidade direcional e longitudinal, exigindo manuseio cuidadoso e muita atenção às limitações de velocidade dos tanques de queda.
Quando o treinamento do piloto foi concluído em abril de 1955, três aeronaves foram implantadas na Base Aérea de Bitburg, na Alemanha, voando para a Base Aérea de Brookley em Mobile, Alabama, envolta em casco, carregada em um porta-aviões e entregue à Short Brothers em Sydenham, Belfast, para remontagem. e preparação para o voo. Em Bitburg, eles foram alocados ao Destacamento 1 do 7407º Esquadrão de Suporte e iniciaram operações sobrevoando países do Bloco Oriental em alta altitude (mais de 50.000 pés) para adquirir informações sobre alvos militares. Muitas tentativas foram feitas para interceptar essas aeronaves sem sucesso, com algumas fotos de aeródromos de caça mostrando claramente as aeronaves subindo para tentar interceptar. O destacamento europeu provavelmente realizou apenas seis missões entre meados de 1955 e meados de 1956, quando o Lockheed U-2 assumiu como o ativo de reconhecimento aéreo de penetração profunda.

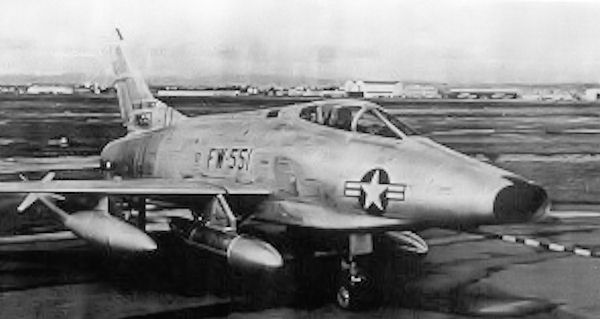
North American RF-100A-10-NA Super Sabre 53-1551. Usado pelo destacamento 1 do 7407th Sqn do suporte do 7499th Group de Suporte. Acidentado perto de Neidenbach, Alemanha Ocidental, 1 de outubro de 1956. O piloto ejetou com segurança

Três RF-100As também foram implantados no 6021st Esquadrão de Reconhecimento na Base Aérea de Yokota, no Japão, mas os detalhes das operações não estão disponíveis. Duas aeronaves RF-100A foram perdidas em acidentes, uma devido à provável sobrevelocidade que causou a separação de um dos tanques de queda e resultou em completa perda de controle e a outra devido a uma explosão do motor. Em meados de 1958, todos os quatro RF-100As restantes foram devolvidos aos EUA e posteriormente fornecidos à Força Aérea da República da China em Taiwan.

### Projeto High Wire
"High Wire" foi um programa de modernização para F-100Cs, Ds e Fs selecionados. Compreendeu duas modificações: uma atualização de religação elétrica e uma atualização pesada de manutenção e IRAN (inspecione e conserte conforme necessário). As operações de atualização da reconfiguração consistiram em substituir a fiação e os chicotes antigos por projetos de manutenção aprimorados. A manutenção pesada e o IRAN incluíram novos kits, modificações, configurações padronizadas, reparos, substituições e reforma completa.
Este projeto exigiu todos os novos manuais e números de bloco incrementados (-85 a -86). Todos os modelos de produção posteriores, especialmente os modelos F, incluíram modificações anteriores do High Wire. Novos manuais incluíam ilustrações coloridas e tiveram o número romano (I) adicionado após o número da aeronave (ou seja, T.O. 1F-100D (I) -1S-120, 12 de janeiro de 1970).

F-100D Super-sabre largando Napalm durante um exercício militar.

Produção total 2.294

### Guerra do Vietnã
Missões de combate e apoio aéreo aproximado
Em 16 de abril de 1961, seis Super Sabres foram enviados da Base Aérea de Clark, nas Filipinas, para a Base Aérea Real Tailandesa Don Muang, na Tailândia, para fins de defesa aérea; os primeiros F-100 a entrar em combate no sudeste da Ásia. Desde essa data até a sua redistribuição em 1971, os F-100 foram os mais antigos caças-bombardeiros americanos a combater na Guerra do Vietnã. Servindo como escolta de patrulha aérea de combate MiG para F-105 Thunderchiefs, FACs Misty e Wild Weasels no Vietnã do Norte, e depois relegado para fechar o apoio aéreo e ataques terrestres no Vietnã do Sul.

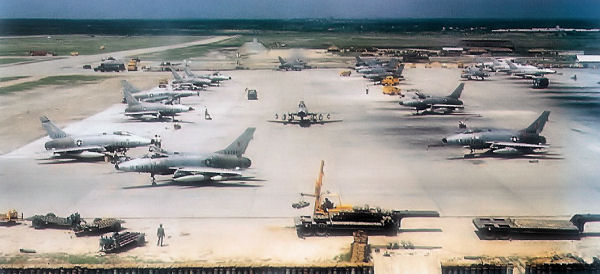
F-100Ds do 416º Esquadrão de Caça Tático na Base Aérea de Bien Hoa, Vietnã do Sul, no final de junho ou início de julho de 1965

Em 18 de agosto de 1964, o primeiro F-100D abatido por fogo terrestre, pilotado pelo 1º Ten Colin A. Clarke, do 428º TFS; Clarke ejetou e sobreviveu. Em 4 de abril de 1965, como escoltas que protegiam os F-105 atacando a ponte Thanh Hoa, os Super Sabres do F-100 travaram o primeiro duelo de combate aéreo da USAF na Guerra do Vietnã, no qual um F-100 pilotado pelo capitão Donald W Kilgus do 416º Esquadrão de Caças abateu um MiG-17 da Força Aérea do Povo do Vietnã, usando fogo de canhão, enquanto outro disparou mísseis AIM-9 Sidewinder. O piloto norte-vietnamita sobrevivente confirmou que três dos MiG-17 haviam sido abatidos. Embora tenha sido registrado pela Força Aérea dos EUA como uma provável morte, isso representou a primeira vitória aérea da Força Aérea dos EUA no Vietnã. No entanto, a pequena força de quatro MiG-17 havia penetrado nos F-100 de escolta para reivindicar dois F-105.
O F-100 foi logo substituído pelo F-4C para o MiG CAP, que os pilotos notaram sofrendo por falta de armas embutidas para brigas de cães.
A Guerra do Vietnã não era conhecida por utilizar a Guarda Nacional do Exército, a Guarda Nacional Aérea ou outras unidades da Reserva dos EUA ativadas; mas sim, teve uma reputação de recruta durante o curso da guerra. Durante uma audiência de confirmação no Congresso em 1973, o general da Força Aérea George S. Brown, que comandara a 7.ª Força Aérea durante a guerra, afirmou que cinco dos melhores esquadrões do Super Sabre no Vietnã eram da Guarda Nacional Aérea. Isso incluía o (120 TFS) da Guarda Nacional Aérea do Colorado, o 136 TFS da Guarda Nacional Aérea de Nova York, o 174 TFS da Guarda Nacional Aérea de Iowa e o 188 TFS da Guarda Nacional Aérea do Novo México. A quinta unidade era um esquadrão regular da FA, tripulado principalmente por guardas nacionais aéreos.

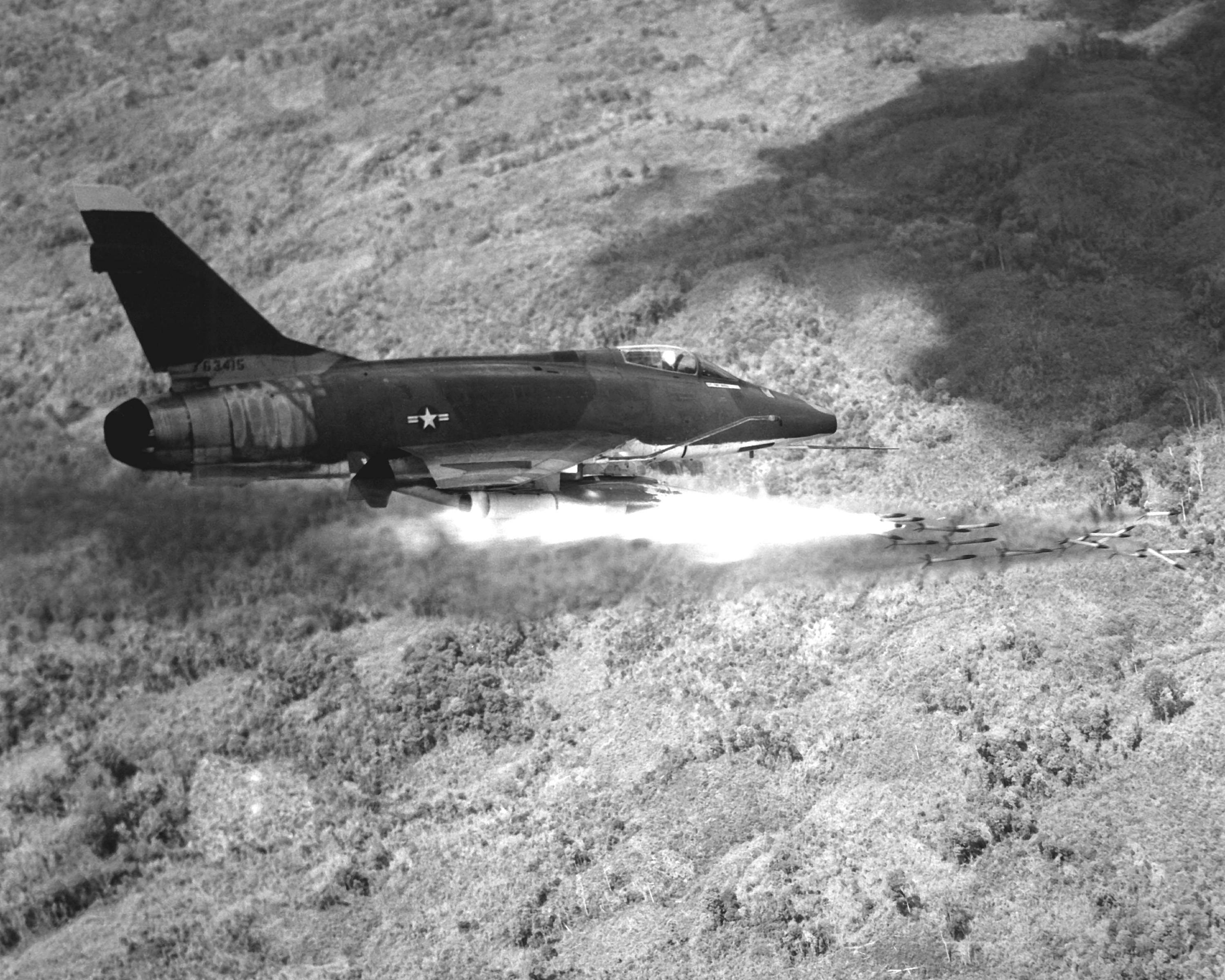
Um F-100D da USAF disparando foguetes no Vietnã do Sul em 1967

Os esquadrões F-100 da Guarda Nacional Aérea aumentaram a USAF regular em quase 100 Super Sabres no teatro, com média de 24 missões por dia para os F-100 ANG do Colorado, entregando munições e munições com uma taxa de confiabilidade de 99,5%. De maio de 1968 a abril de 1969, o ANG Super Sabres voou mais de 38.000 horas de combate e mais de 24.000 missões. Entre eles, ao custo de sete pilotos da Guarda Aérea F-100 mortos (mais um oficial) e a perda de 14 Super Sabres em ação inimiga, os esquadrões gastaram mais de quatro milhões de tiros de projéteis de 20mm, 30 milhões de libras de bombas e mais 10 milhões de libras de napalm contra seu inimigo.
O "Hun" também foi implantado como um modelo F-100F de dois lugares, que considerava o serviço como um "FAC rápido" ou um Misty FAC no Vietnã do Sul e no Laos, identificando alvos para outras aeronaves caça-bombardeiros, realizando reconhecimento de estrada e conduzindo Busca e Resgate. missões como parte do projeto secreto Comando Sabre, baseado nas bases aéreas de Phu Cat e Tuy Hoa.
No final da guerra, 242 F-100 Super Sabre haviam sido perdidos no Vietnã, pois o F-100 foi progressivamente substituído pelo F-4 Phantom II e pelo F-105 Thunderchief. O "Hun" havia registrado 360.283 missões de combate durante a guerra e suas operações de guerra terminaram em 31 de julho de 1971. As quatro asas de caça com F-100 voaram mais missões de combate no Vietnã do que mais de 15.000 P-51 Mustangs voaram durante a Segunda Guerra Mundial. Depois de 1965, eles não voaram para o Vietnã do Norte e realizaram principalmente missões de apoio aéreo próximo. Apesar da briga de cães em abril de 1965, a força aérea classificou o noivado como resultando em uma "provável" morte, e nenhum F-100 foi oficialmente creditado com nenhuma vitória aérea. Nenhum F-100 no Vietnã foi perdido para caças inimigos, mas 186 foram abatidos por fogo antiaéreo, sete foram destruídos por ataques vietcongues em bases aéreas e 45 caíram em incidentes operacionais.

### Wild Weasel

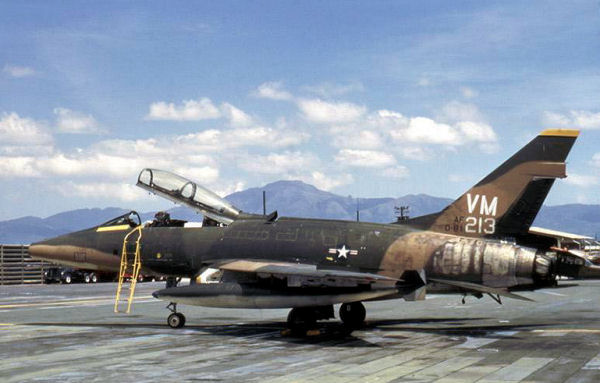
Um F-100F da USAF do 352d TFS na Base Aérea de Phu Cat, Vietnã do Sul, 1971

O F-100 também foi o primeiro avião de supressão de defesa aérea da Wild Weasel, cujas equipes especialmente treinadas foram encarregadas de localizar e destruir as defesas de mísseis inimigos. Quatro F-100F Wild Weasel Is foram equipados com um receptor de aviso e aviso por radar vetorial APR-25, receptores panorâmicos IR-133 com maior alcance de detecção e câmeras panorâmicas KA-60. O APR-25 pode detectar radares de alerta rápido e emissões dos sistemas de orientação e rastreamento da SA-2 Guideline. Essas aeronaves implantadas na Base da Força Aérea Real Tailandesa de Korat, Tailândia, em novembro de 1965, começaram a realizar missões de combate com a 388ª Asa de Caça Tático em dezembro. A eles se juntaram mais três aeronaves em fevereiro de 1966. Todos os F-100Fs da Wild Weasel foram modificados para disparar o míssil anti-radiação AGM-45 Shrike.

### Guerra argelina
Os Super Sabres da Força Aérea Francesa da Navarra 1/3 da CE voaram missões de combate, atacando de bases na França contra alvos na Argélia. Os aviões foram baseados em Reims, reabastecendo em Istres no voo de volta da Argélia. O F-100 foi o principal caça-bombardeiro da Força Aérea Francesa durante os anos 1960, até ser substituído pelo Jaguar.

### Turquia

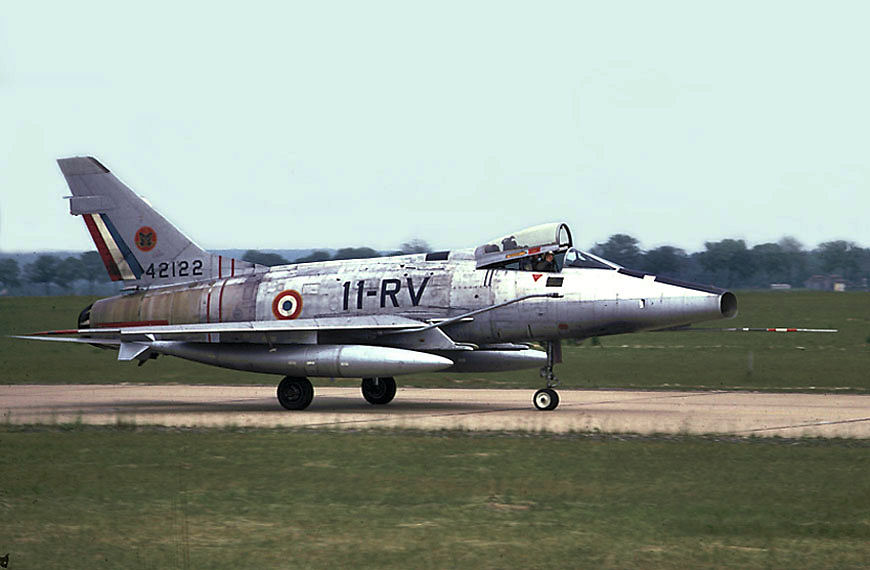
F-100D 54-2122 (o segundo recebido da Força Aérea Francesa) com as cores do 3/11 "Corsica" na Base Aérea de Toul-Rosières em junho de 1970.

As unidades F-100 da Força Aérea Turca foram usadas durante a invasão turca de Chipre em 1974. Juntamente com os F-104G Starfighters, eles forneceram apoio aéreo próximo às tropas terrestres turcas e bombardearam alvos em torno de Nicósia. Em março de 1987, os Super Sabres turcos bombardearam as bases curdas no norte do Iraque.

### Taiwan
Taiwan recebeu 119 F-100As, 4 RF-100As e 14 F-100Fs e perdeu vários F-100As e Fs durante o serviço, mas nunca perdeu um único RF-100As em combate ou acidente. Esses quatro RF-100As nunca haviam sido enviados em missão de reconhecimento sobre a China continental, pois só podiam produzir imagens fotográficas de qualidade medíocre. Além disso, após cada hora de voo, o pessoal de terra tinha que gastar mais de cem horas na manutenção da aeronave. Todos os RF-100As foram devolvidos aos EUA após um ano e 11 meses (1 de janeiro de 1959 - 1 de dezembro de 1960) no serviço ROCAF.

### Conquistas
Fonte: Knaack
- A primeira aeronave operacional no inventário da Força Aérea dos Estados Unidos capaz de exceder a velocidade do som em voo nivelado.
- Em 29 de outubro de 1953, o primeiro protótipo do YF-100A estabeleceu um recorde mundial de velocidade de 655,207 mph (656,207 kn, 1.215.295 km / h) em baixa altitude.
- Em 20 de agosto de 1955, um F-100C estabeleceu um recorde mundial de velocidade supersônica de 714.416 kn, 1.323,098 km / h (822.135 mph).
- Em 4 de setembro de 1955, um F-100C venceu o Troféu Bendix, cobrindo 2.020 milhas (3.720 km) a uma velocidade média de 630,770 mph (530,706 kn, 982,868 km / h).
- Em 26 de dezembro de 1956, dois F-100Ds se tornaram a primeira aeronave a realizar reabastecimento com sucesso.
- Em 13 de maio de 1957, três F-100Cs estabeleceram um novo recorde mundial de distância para aeronaves monomotor, cobrindo a distância de 5.835 nmi, 10.805 km de Londres a Los Angeles em 14 horas e 4 minutos. O voo foi realizado com reabastecimento a bordo.
- Em 7 de agosto de 1959, dois F-100Fs se tornaram os primeiros caças a voar sobre o Pólo Norte.
- Em 16 de abril de 1961, os primeiros jatos de combate da USAF a entrar na Guerra do Vietnã.
- Em 4 de abril de 1965, a primeira aeronave da USAF a se envolver em combate aéreo a jato durante a Guerra do Vietnã, enquanto os F-105 Thunderchiefs escoltavam aliados para o alvo.

### Custos
Os custos estão em dólares americanos contemporâneos e não foram ajustados pela inflação
|                                     | F-100A                                                       | F-100C                                                       | F-100D                                                       | F-100F                                                       |
| ----------------------------------- | ------------------------------------------------------------ | ------------------------------------------------------------ | ------------------------------------------------------------ | ------------------------------------------------------------ |
| Pesquisa & Desenvolvimento          | 23,2 milhões para o programa ou 10.134 rateados por aeronave | 23,2 milhões para o programa ou 10.134 rateados por aeronave | 23,2 milhões para o programa ou 10.134 rateados por aeronave | 23,2 milhões para o programa ou 10.134 rateados por aeronave |
| Airframe                            | 748,259                                                      | 439,323                                                      | 448,216                                                      | 577,023                                                      |
| Motor                               | 217,390                                                      | 178,554                                                      | 162,995                                                      | 143,527                                                      |
| Eletrônicos                         | 8,549                                                        | 12,050                                                       | 10,904                                                       | 13,667                                                       |
| Armamento                           | 19,905                                                       | 21,125                                                       | 66,230                                                       | 66,332                                                       |
| Ordenança                           | 20,807                                                       | 12,125                                                       | 8,684                                                        | 3,885                                                        |
| Custo Flyaway                       | 20,807                                                       | 663,181                                                      | 697,029                                                      | 804,445                                                      |
| Custos adicionais de modificação    |                                                              | 224,048                                                      | 110,559                                                      | 105,604                                                      |
| Custo por hora de voo               |                                                              |                                                              | 583                                                          | 583                                                          |
| Custo de manutenção por hora de voo | 215                                                          | 249                                                          | 249                                                          | 249                                                          |

## Variantes
YF-100A

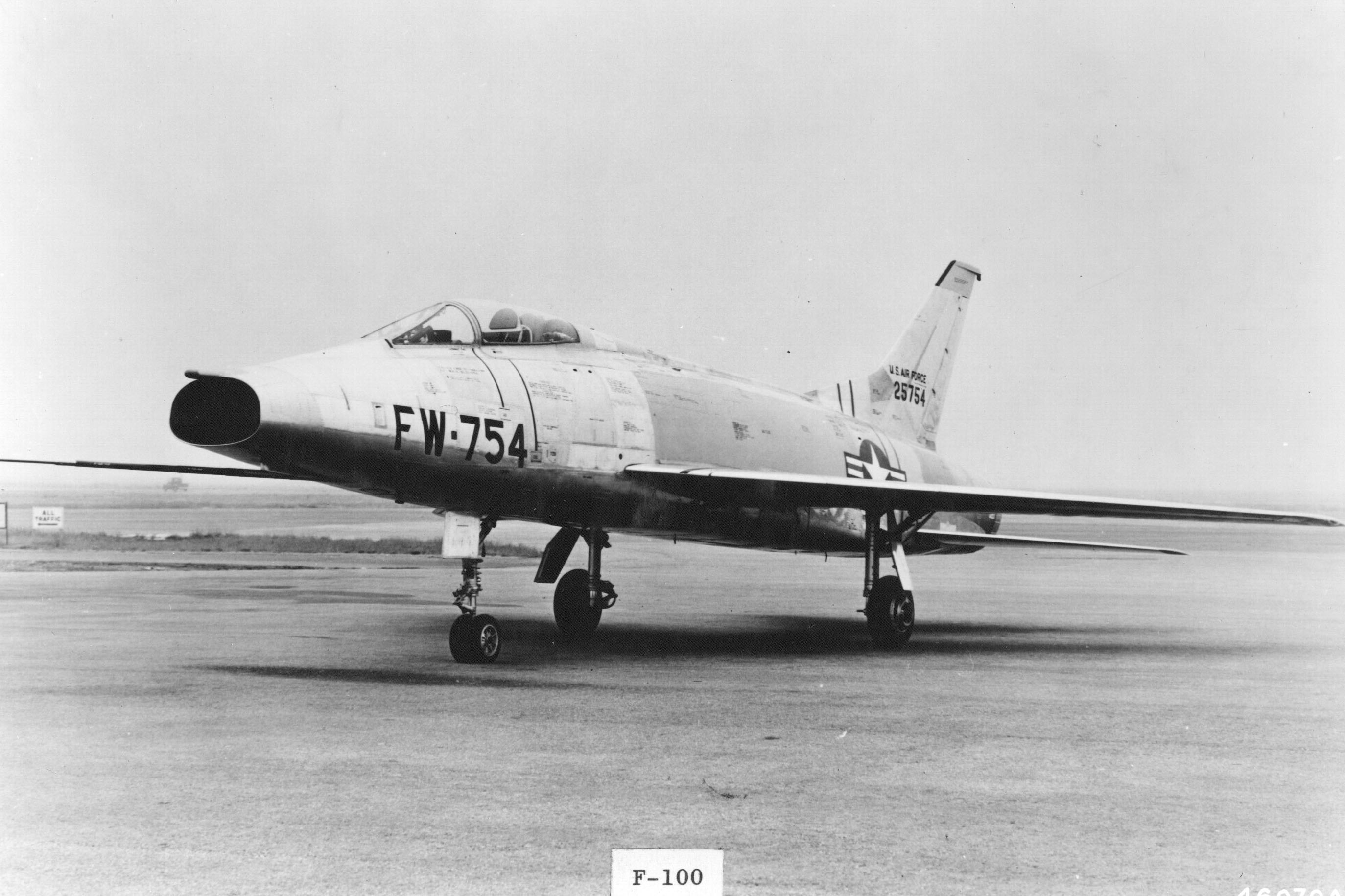
Protótipo YF-100A (número de série: 52-5754)

Protótipo, modelo NA-180, dois construídos, s / n 52-5754 e 5755.
YQF-100
Nove testes de versão não tripulada de drones: dois modelos D, um modelo YQF-100F F, consulte DF-100F e seis outras versões de teste.
F-100A
Lutador de um dia; 203, modelo NA-192.
RF-100A ("Slick Chick")

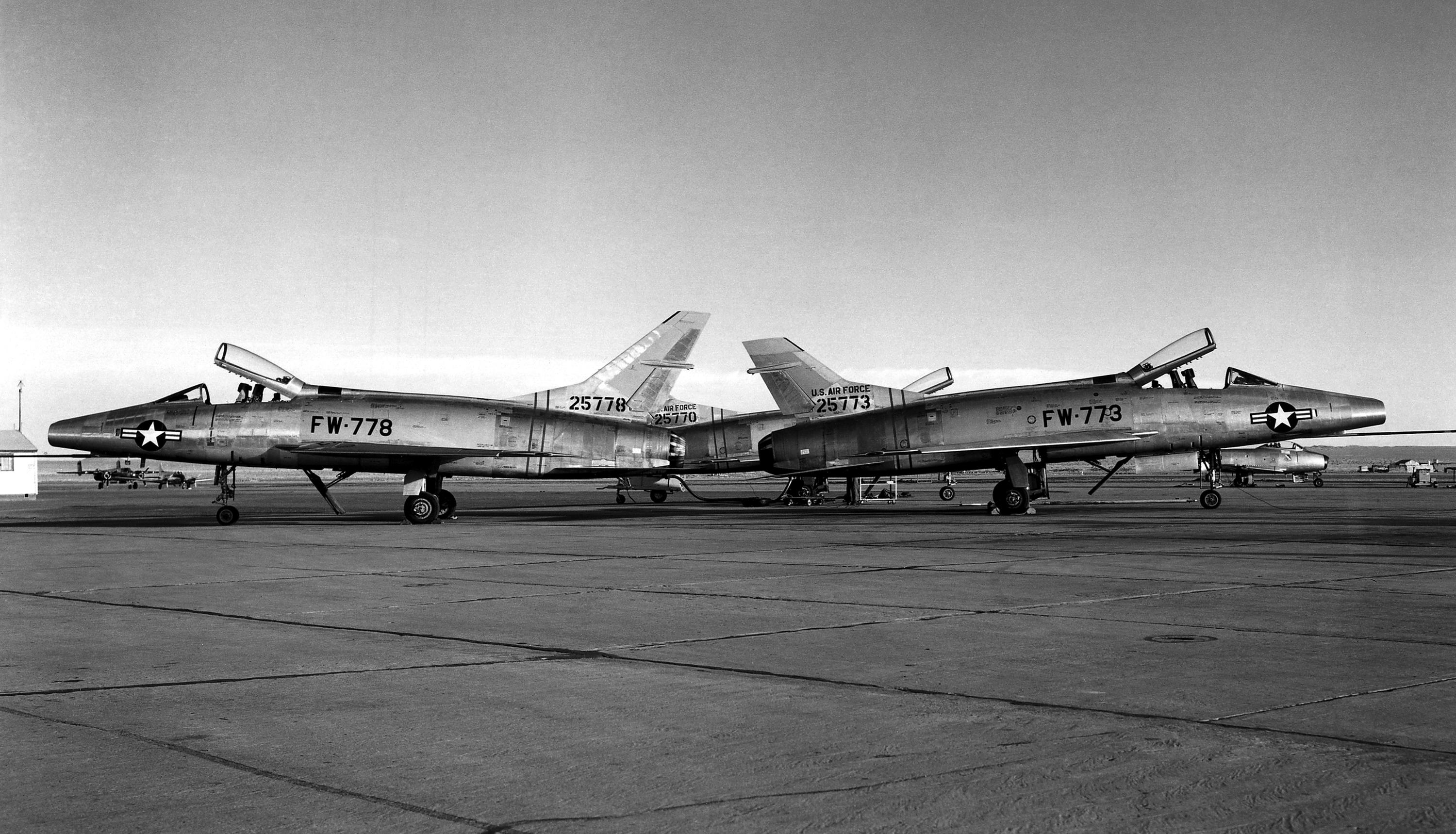
F-100As com caudas diferentes,1955

Seis aeronaves F-100A modificadas para reconhecimento fotográfico em 1954. Desarmadas, com instalações de câmeras na parte inferior da fuselagem. Usado para sobrevoos de países do bloco soviético na Europa e no Extremo Oriente. Retiradas do serviço da USAF em 1958, as quatro aeronaves sobreviventes foram transferidas para a Força Aérea da República da China e aposentadas em 1960.
F-100B
Veja F-107 norte-americano
F-100BI
A versão proposta do interceptador do F-100B não avançou além do mock-up.
F-100C

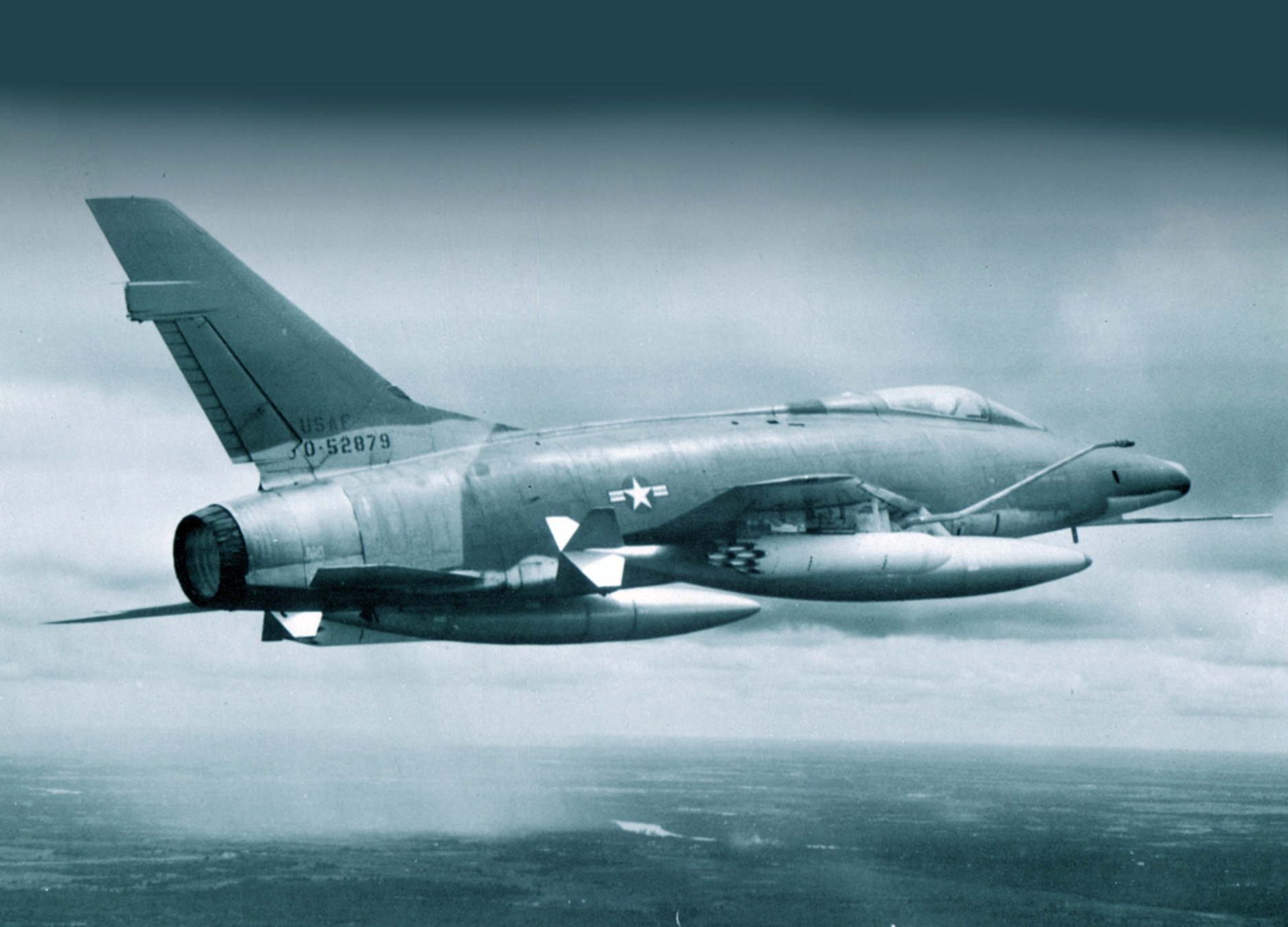
F-100D-50-NH

Setenta modelos NA-214 e 381 modelo NA-217. Tanques de combustível adicionais nas asas, capacidade de caça-bombardeiro, capacidade de reabastecimento por sonda e drogue, motor J57-P-21 aprimorado em aeronaves de produção tardia. Primeiro voo: março de 1954; 476 construído.
TF-100C
Um F-100C convertido em uma aeronave de treinamento de dois lugares.
F-100D
Caça-bombardeiro de assento único, aviônicos mais avançados, barbatana maior de asa e cauda, abas de pouso. Primeiro voo: 24 de janeiro de 1956; 1.274 construídos.
F-100F
Versão de treinamento de dois lugares, o armamento diminuiu de quatro para dois canhões. Primeiro voo: 7 de março de 1957; 339 construídos.
DF-100F

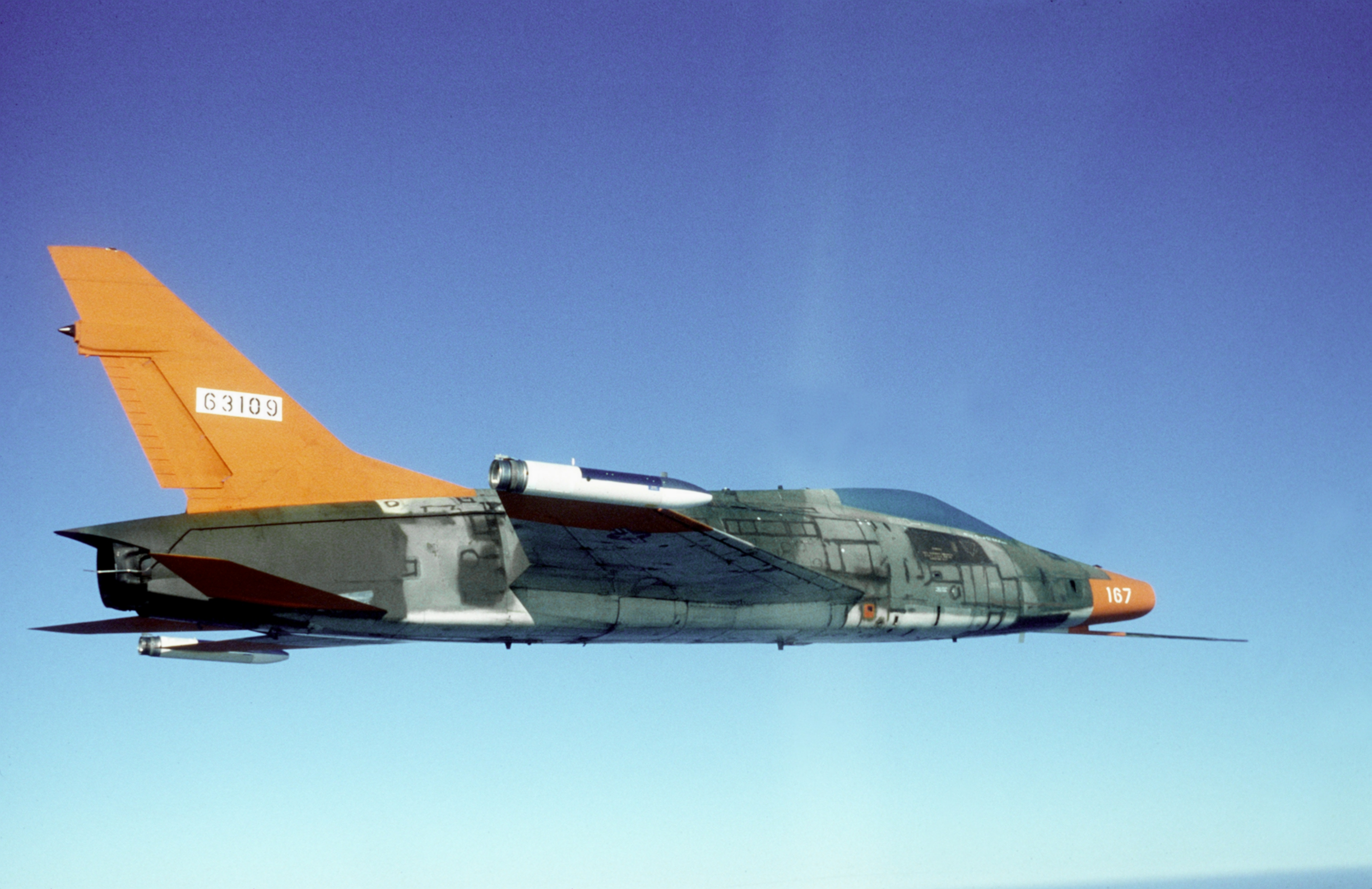
Um drone QF-100D sem piloto perto da Base da Força Aérea de Tyndall, Flórida, em 1986.

Essa designação foi dada a um F-100F usado como diretor de drones.
NF-100F
Três F-100Fs usados para fins de teste, o prefixo "N" indica que as modificações impediram o retorno ao serviço operacional regular.
TF-100F
Designação dinamarquesa específica dada a 14 F-100Fs exportados para a Dinamarca em 1974, a fim de distingui-los dos 10 F-100Fs entregues de 1959 a 1961.
QF-100

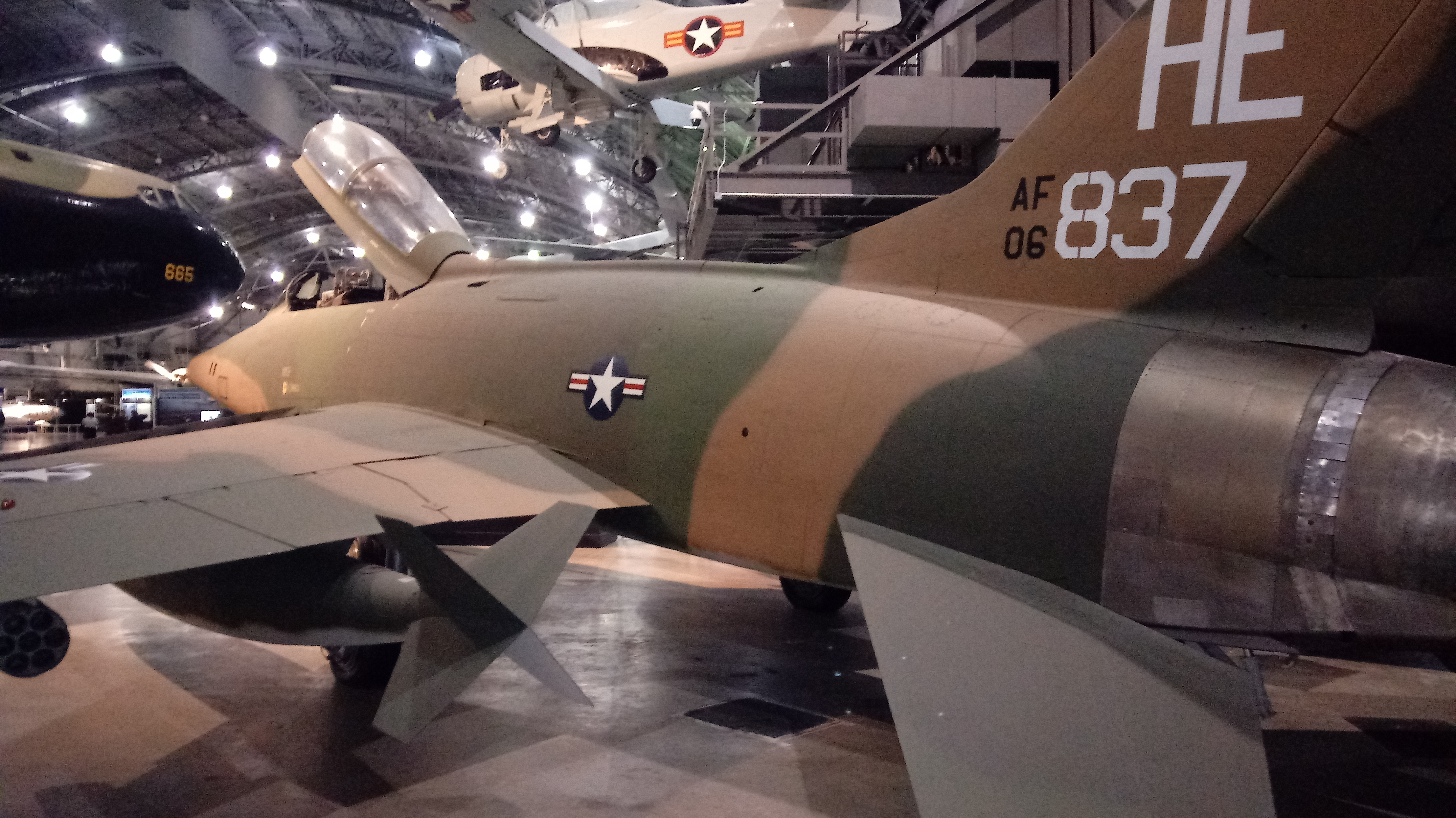
F-100F no Museu da Força Aérea Nacional de Wright-Patterson

Outros 209 modelos D e F foram encomendados e convertidos em zangões e alvos aéreos não tripulados, controlados por rádio, em escala completa e diretores de drones para teste e destruição por modernos mísseis ar-ar usados pelos atuais caças da Força Aérea dos EUA.
F-100J
Versão não exportada para qualquer clima do Japão
F-100K
Estudo de projeto não construído para um F-100F de dois lugares equipado com um motor J57-P-55
F-100L
Estudo de projeto não construído para um F-100D de assento único alimentado por um motor J57-P-55
F-100N

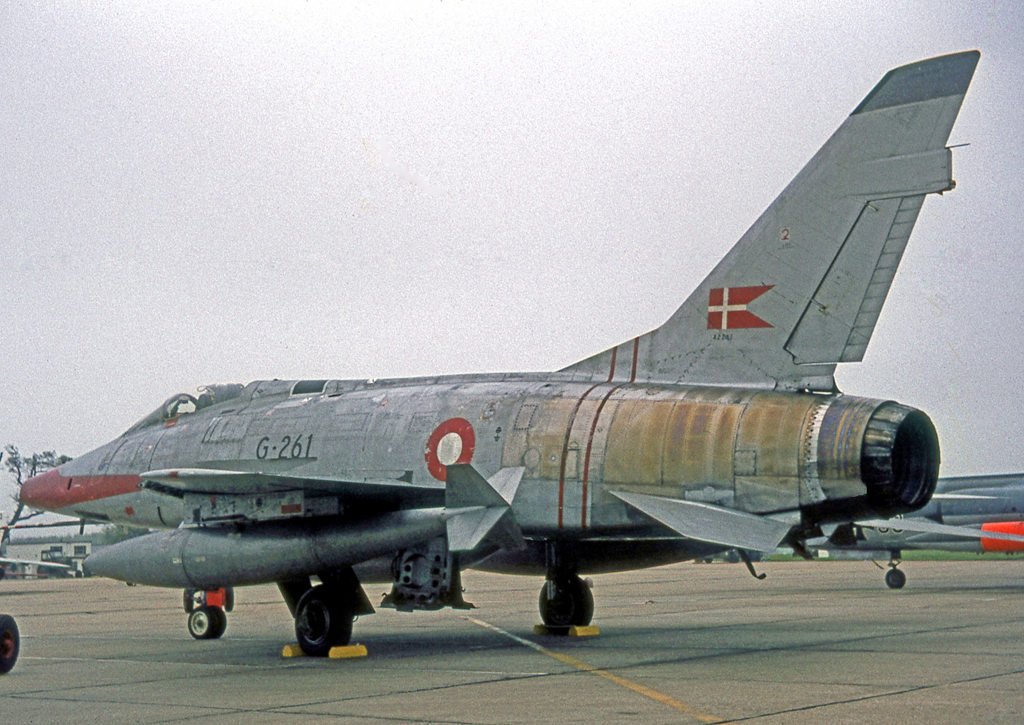
Operacional dinamarquês AF F-100D Super Sabre em 1965

Versão não construída com aviônicos simplificados para clientes da OTAN
F-100S
Proposta do F-100F de fabricação francesa com motor turbofan Rolls-Royce Spey.

## Operadores
Dinamarca
- Força Aérea Real Dinamarquesa

Flyvevåbnet operou um total de 72 aeronaves. 48 F-100Ds e 10 Fs foram entregues na Dinamarca entre 1959 e 1961 como equipamento MDAP. O F-100 substituiu o F-84G Thunderjet como um caça de ataque em três esquadrões; 725, 727 e 730. Os F-100 do Eskadrille 725 foram substituídos pelo Saab F-35 Draken em 1970 e em 1974 foram comprados 14 ex-USAF TF-100F de dois lugares. Os últimos F-100 dinamarqueses foram retirados do serviço em 1982, substituídos pelos F-16. Os MDAP F-100 sobreviventes foram transferidos para a Turquia (21 F-100Ds e dois F-100Fs), enquanto seis TF-100Fs foram vendidos para reboque-alvo.
 França
- Força Aérea Francesa

O Armee de l'Air foi a primeira força aérea do Ocidente a receber o F-100 Super Sabre. A primeira aeronave chegou à França em 1 de maio de 1958. Um total de 100 aeronaves (85 F-100Ds e 15 F-100Fs) foram fornecidas à França e designadas à 4ª Força Aérea Tática Aliada da OTAN. Eles estavam estacionados em bases alemão-francesas. Os F-100 franceses foram usados em missões de combate que voavam de bases na França contra alvos na Argélia. Em 1967, a França deixou a OTAN e os F-100 da Alemanha foram transferidos para a França, usando bases desocupadas pela USAF. A última unidade do F100D / F foi o Escadron 4/11 Jura, com sede em Djibuti, que manteve o Super Sabre até 1978.
 Taiwan
- Força Aérea da República da China

Foi a única força aérea aliada a operar o modelo F-100A. O primeiro F-100 foi entregue em outubro de 1958. Foi seguido por 15 F-100As em 1959 e por mais 65 F-100As em 1960. Em 1961, quatro RF-100As desarmados foram entregues. Além disso, 38 ex-USAF / Guarda Nacional Aérea F-100As foram entregues posteriormente, para aumentar a força total para 118 F-100As e quatro RF-100As. Os F-100As foram adaptados à cauda vertical do F-100D com seu radar de aviso de cauda AN / APS-54 e equipados para lançar mísseis ar-ar Sidewinder. Vários foram perdidos em missões de inteligência sobre a República Popular da China.
 Turkey
- Força Aérea Turca

O Turk Hava Kuvvetleri recebeu 206 Super-Sabres F-100C, D e F. A maioria veio de ações da USAF, e 21 F-100Ds e dois F-100Fs foram fornecidos pela Dinamarca. Os F-100 turcos viram uma ação extensa durante a operação militar de 1974 contra Chipre.
 Estados Unidos
- Força Aérea dos Estados Unidos
- Thunderbirds da força aérea de Estados Unidos
- Lista de unidades F-100 da Força Aérea dos Estados Unidos

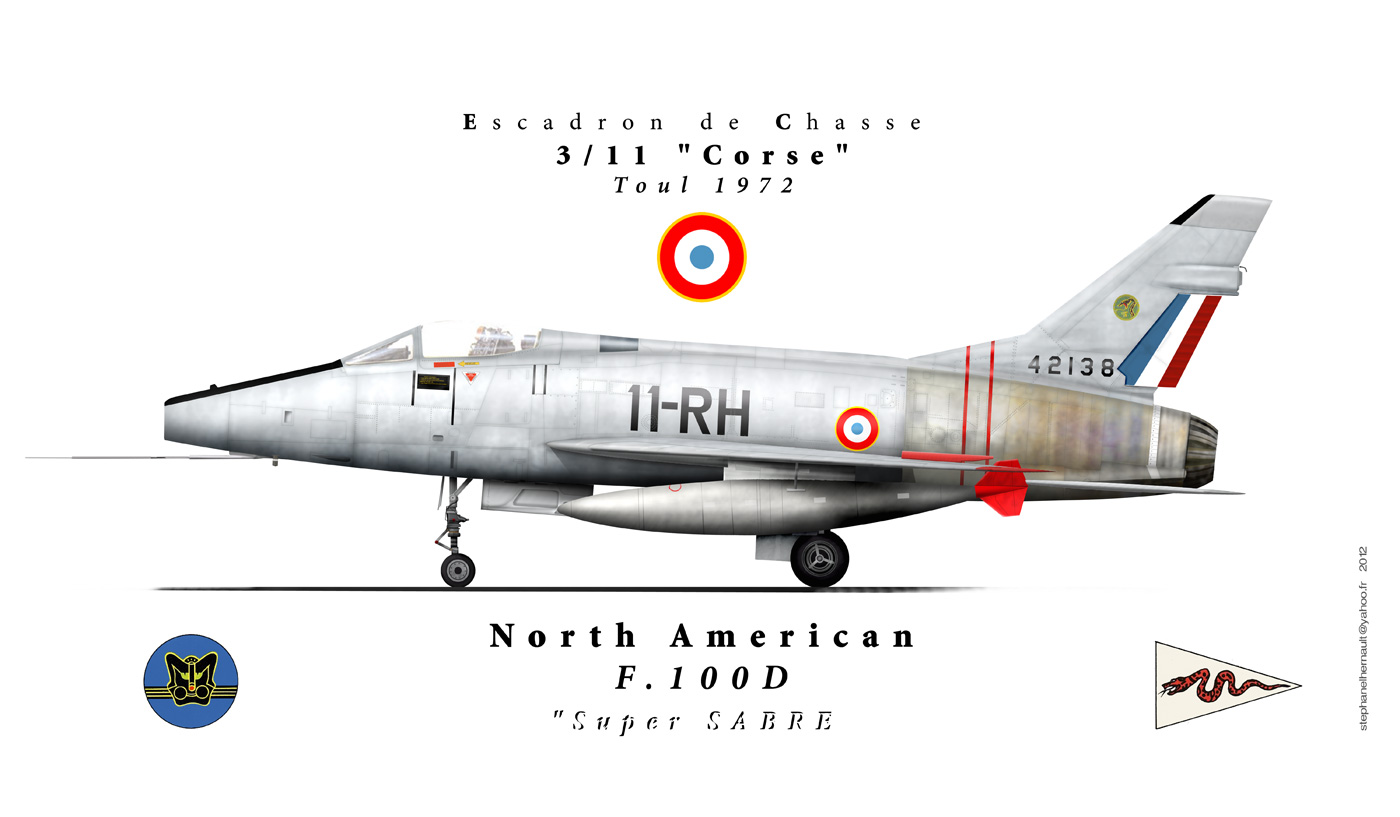
F100 D E.C 3/11"corse"

## Aeronaves sobreviventes

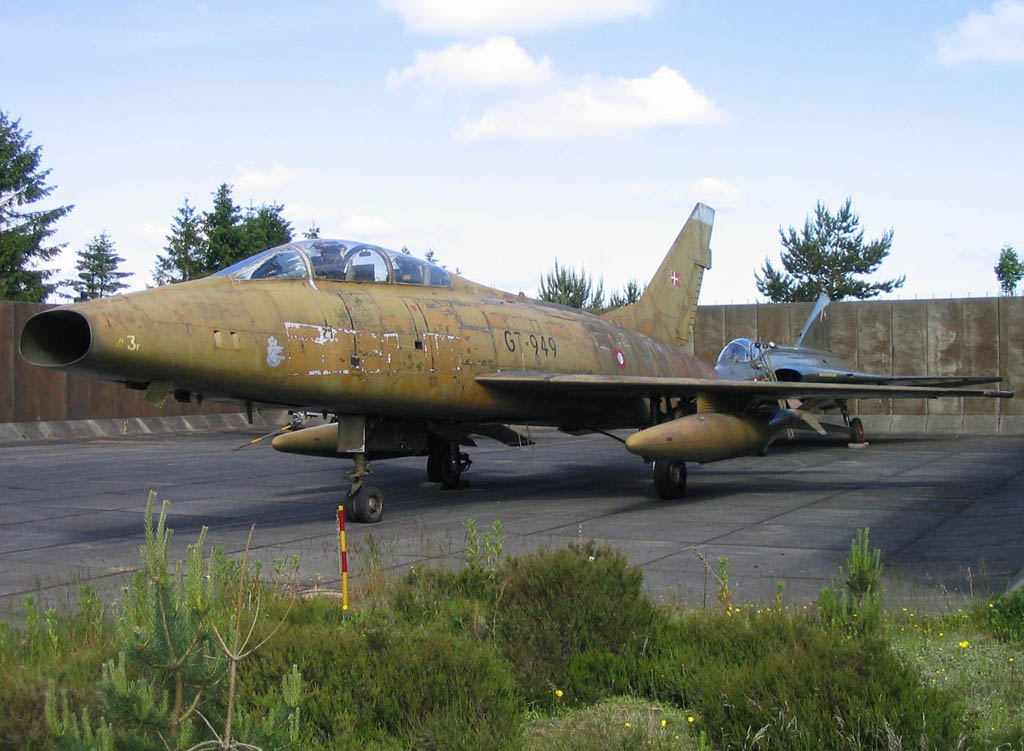
RDAF F-100F Super Sabre aposentado

### Dinamarca
F-100F
56-3927 / GT-927 - Museu Voador da Dinamarca, Stauning

### França
F-100D
55-2736 - Museu do Ar e do Espaço, Paris / Le Bourget.
F-100D
54-2136 Força Aérea Francesa - Museu Técnico Schwäbisches Bauern, Eschach-Seifertshofen.
54-2185 Força Aérea Francesa - Museu Técnico Schwäbisches Bauern, Eschach-Seifertshofen.
F-100F
56-3944 Força Aérea dos Estados Unidos - Flugausstellung Leo Junior, Hermeskeil.

### Itália
F-100D
54-2290 - guardião do portão da Base Aérea de Aviano; marcado como 56-2927 "Martelo de Thor" usado no Vietnã, embora com cores erradas
Países Baixos
F-100D
54-2265 - (pintado como 54-1871, 32º FIS) - Em exibição no Museu Nationaal Militair, Soesterberg. Após o serviço na Força Aérea Francesa, foi devolvido à USAF, repintado nas marcações da USAF e em 1976 para guardar o guardião na RAF Wethersfield, Inglaterra. Foi então removido em 20 de janeiro de 1988 e relatado na época como destinado à AMARC, a ser armazenado em nome da USAFM (agora NMUSAF).

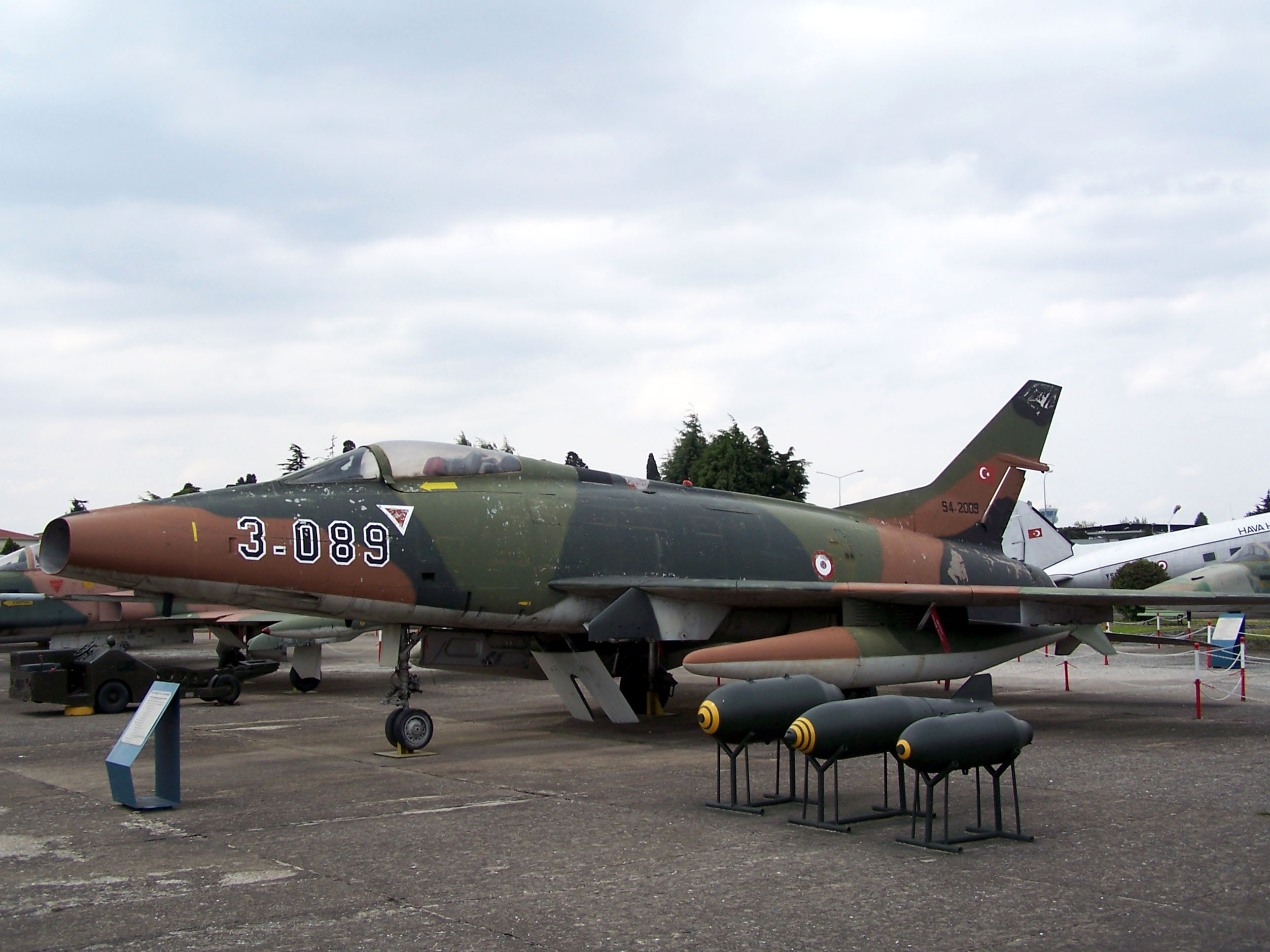
F-100C "3-089" no Museu de Aviação de Istambul, Turquia

### Taiwan
F-100A
53-1550 - Internacional de Taiwan (Chiang Kai Shek).
53-1571 - Universidade de Tamkang.
53-1577 - Departamento Nacional de Manutenção de Aeronaves da Escola Profissional Industrial de Tainan.
53-1589 - Universidade Nacional de Taiwan.
53-1696 - Escola preparatória das forças armadas de Chung Cheng, CCAFPS.

### Peru
F-100C "3-089" no Museu de Aviação de Istambul, Turquia
F-100C
54-2009 / 3-089 - Museu da Aviação de Istambul, Istambul.
F-100D
54-2245 / E-245 - Museu da Aviação de Istambul, Istambul.
F-100F
56-3788 / 8-788 - Museu da Aviação de Istambul, Istambul.

### Reino Unido
F-100D
54-2157 - Museu de Aeronaves do Nordeste, Sunderland.
54-2165 - Museu Imperial da Guerra, Duxford
54-2174 - Midland Air Museum, Coventry.
54-2196 - Museu da Aviação de Norfolk e Suffolk, Bungay.
54-2223 - Museu do ar de Newark, Newark-on-Trent.
54-2613 - Museu da Aviação de Dumfries e Galloway, Dumfries.
F-100F
56-3938 Força Aérea Francesa - Museu da Guerra Aérea de Lashenden, Ashford, onde um acidente de avião no museu danificou 938 e os restos mortais foram enviados para o Museu Nacional da Força Aérea dos Estados Unidos na Wright-Patterson AFB em Dayton, Ohio, Estados Unidos.

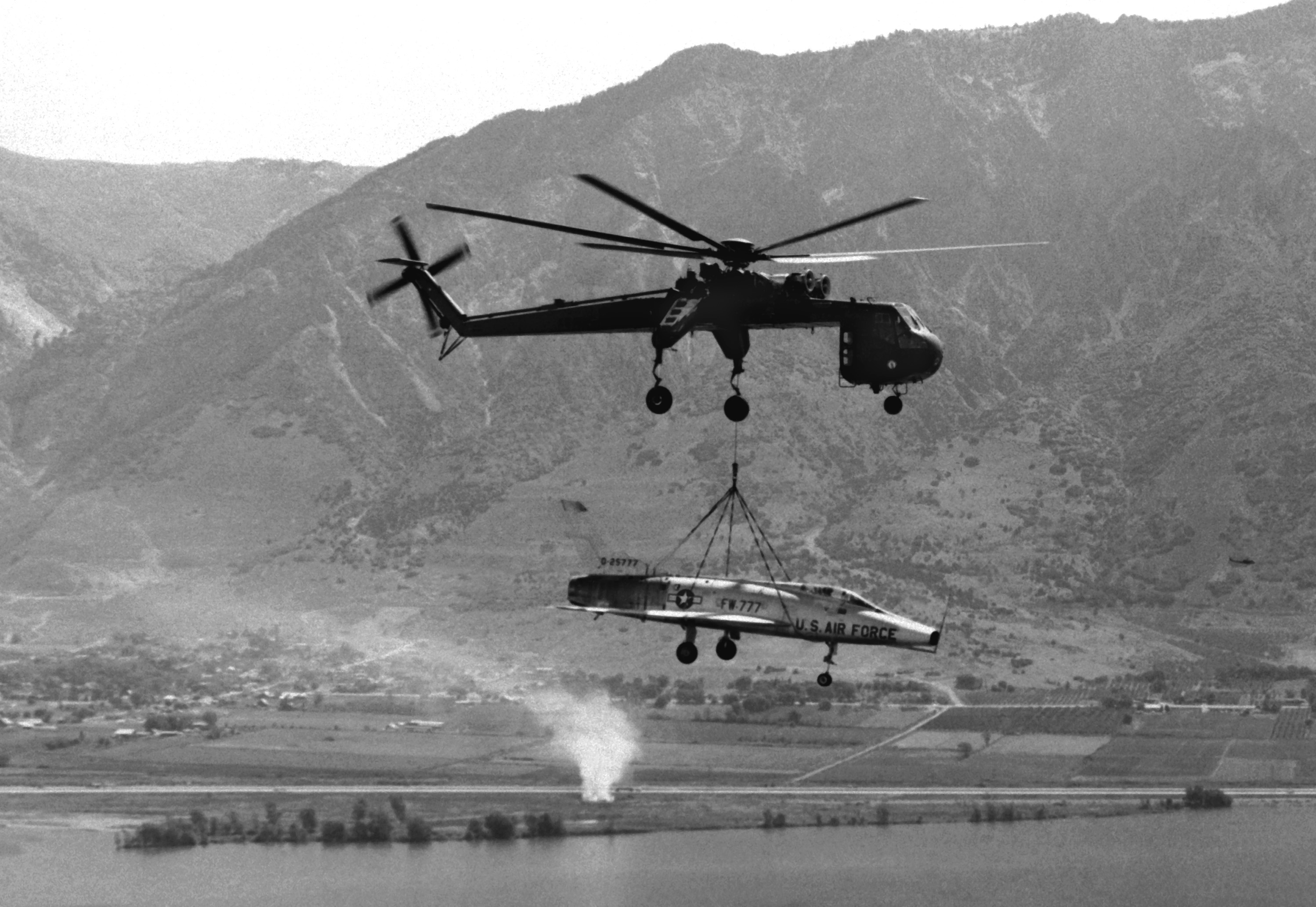
Um Tarhe CH-54 levantando um F-100A para a Base da Força Aérea de Hill, Utah, para exibição estática, 1979.

### Estados Unidos
F-100F
56-3842 - Big Sky Warbirds LCC em Belgrado, Montana.
56-3844 - Fundação Collings em Stow, Massachusetts.
56-3916 - Big Sky Warbirds LCC em Belgrado, Montana.
56-3948 - American Horizons Ltd. Inc. em Fort Wayne, Indiana.
56-3971 - Big Sky Warbirds LCC em Belgrado, Montana.
56-3996 - Big Sky Warbirds LCC em Belgrado, Montana.
A mostra
YF-100A

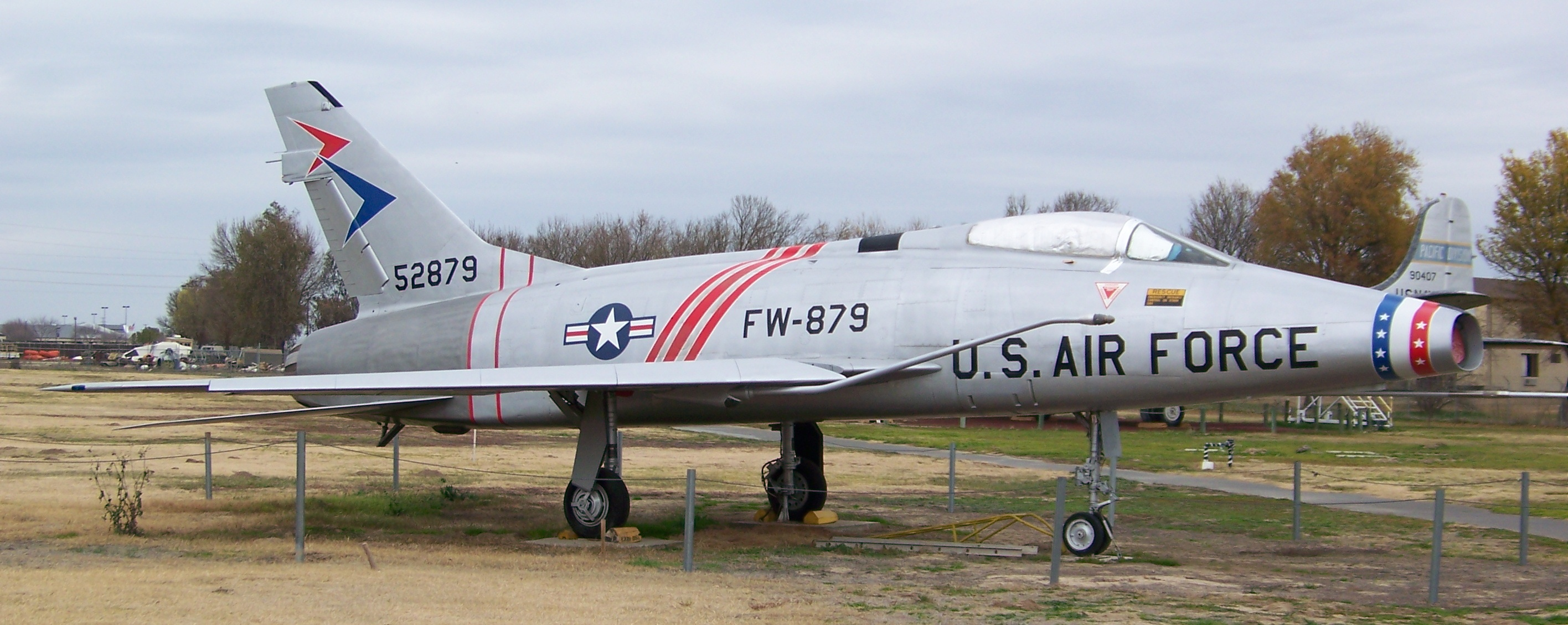
Hun no Castle Air Museum, Califórnia.

52-5755 - Century Circle, West Gate no Museu do Centro de Teste de Voo da Força Aérea, Edwards AFB, Califórnia.
F-100A
52-5759 - Museu de História e Tradições da USAF, Lackland AFB, Texas.

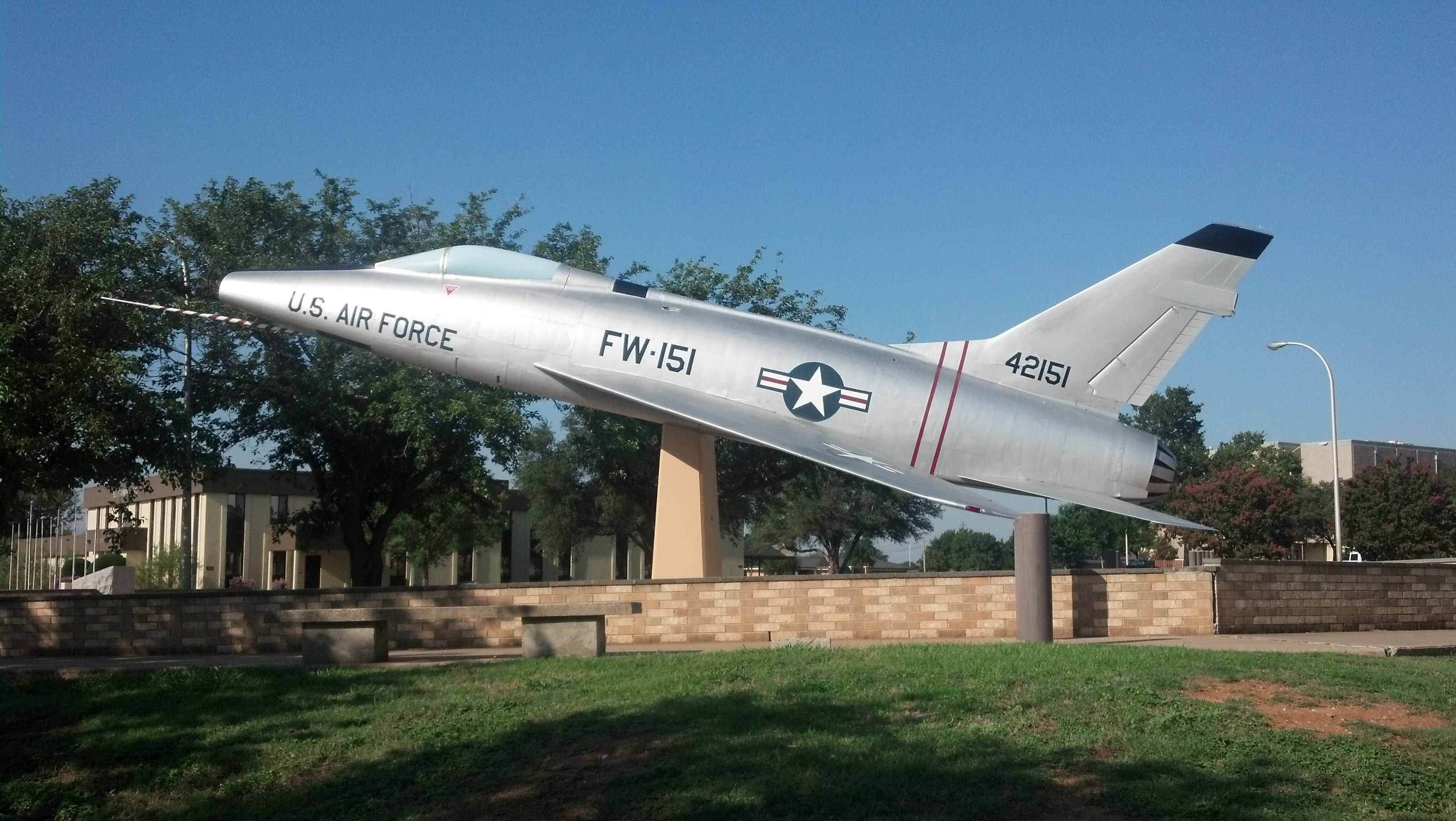
F-100D em exibição na Sheppard AFB

52-5760 - Museu do Deserto do Estado, Museu do Centro de Testes de Voo da Força Aérea, Edwards AFB, Califórnia.
52-5761 - Museu do Ar da Nova Inglaterra, Bradley International Airport, Connecticut.
52-5762 - Grand Haven Memorial Airpark, Grand Haven, Michigan.
52-5770 - Travis AFB Heritage Center, Vacaville, Califórnia.
52-5773 - Quartel-general da Força Aérea Comemorativa, Midland, Texas.
52-5777 - Museu Aeroespacial Hill, AFB Hill, Utah.
53-1532 - 150ª Ala de Operações Especiais, área da Guarda Nacional Aérea do Novo México, Base Aérea de Kirtland, Albuquerque, Novo México.
53-1533 - Parque Memorial Baxter, Melrose, Novo México.
53-1553 - Museu Aéreo e Espacial de Dakota do Sul, Rapid City, Dakota do Sul.
53-1559 - 178º aeroporto de asa de lutador / Springfield-Beckley Municipal, Springfield, Ohio.
53-1573 - Seymour Johnson AFB, Carolina do Norte.
53-1578 - 140 ° Composto da Guarda Nacional de Asa de Caça / Colorado Air, Buckley AFB, Aurora, Colorado.
53-1600 - Museu Histórico de Tucumcari, Tucumcari, Novo México.
53-1629 - Base da Guarda Nacional de Ebing Air - 188th Asa de Lutador, Fort Smith, Arkansas.
53-1684 - Museu Memorial da Aviação Histórica, Tyler, Texas.
53-1688 - armazenado para Raytheon no aeroporto de Mojave, Mojave, Califórnia.
F-100C
53-1709 (pintado como F-100D 55-2879) - Museu do Ar do Castelo (antigo Castelo AFB), Atwater, Califórnia
53-1712 - Grissom Air Museum, Grissom ARB (antiga Grissom AFB), Peru, Indiana.
53-1716 - Parque Aéreo da Base da Força Aérea de Luke, Luke AFB, Phoenix, Arizona.
54-1748 - Holt Heritage Airpark, Mountain Home AFB, Boise, Idaho.
54-1752 - Parque aéreo linear de Dyess, Dyess AFB, Texas.
54-1753 - Museu de Voo do Sul, Birmingham, Alabama.
54-1784 - Museu da Aviação da Pradaria, Bloomington, Illinois. Anteriormente, no Octave Chanute Aerospace Museum, na antiga Chanute AFB, Rantoul, Illinois.
54-1785 - Yankee Air Museum, Belleville, Michigan
54-1786 - Museu do Campo de Março, ARB de março (antiga AFB de março), Riverside, Califórnia.
54-1823 - Pima Air & Space Museum (adjacente à Davis-Monthan AFB), Tucson, Arizona.
54-1986 (pintado como F-100C 54-1954, pilotado pelo ex-morador do noroeste da Flórida e ganhador da Medalha de Honra, Coronel George Bud Day, USAF Ret Dec) - Museu de Armamento da Força Aérea, Eglin AFB, Flórida.
54-1993 - Parque Histórico Histórico da Liberdade, McConnell AFB, Wichita, Kansas.
54-2005 - 185th Base de guarda nacional aérea da ala de reabastecimento aéreo / cidade de Sioux, aeroporto de Gateway de Sioux, cidade de Sioux, Iowa.
54-2091 - Yanks Air Museum, Chino, Califórnia.
54-2106 - Base da Guarda Nacional Volk Field Air, Wisconsin.
F-100D
54-2145 - Air Power Park perto de AFB Langley em Hampton, Virginia.
54-2151 - Parque Aéreo Sheppard AFB, Sheppard AFB, Texas.
54-2281 - Harry Bonsall Park, Glendale, Arizona
54-2299 - Joe Davies Heritage Airpark, planta 42 da Força Aérea, Palmdale, Califórnia
55-2855 - Toledo ANGB, Aeroporto expresso de Toledo, Toledo, Ohio.
55-2884 - 121ª ala de reabastecimento aéreo / Rickenbacker ANGB, Columbus, Ohio.
55-3503 - Museu de Aeronaves Pueblo Weisbrod, Pueblo, Colorado.
55-3595 - Nellis AFB, Nevada.
55-3650 - 180a Base de Guarda Nacional de Asa de Caça / Toledo Air, Swanton, Ohio.
55-3667 - Guarda Nacional Aérea do Missouri / Base da Força Aérea Whiteman, Knob Noster, Missouri.
55-3678 - Maxwell AFB Air Park, Maxwell AFB, Alabama.
55-3754 - Museu Nacional da Força Aérea dos Estados Unidos, Wright-Patterson AFB, Ohio.
55-3805 - Área de asa de transporte aéreo de Connecticut ANGB - 103d, Windsor Locks, Connecticut.
56-2928 - Dobbins ARB, Marietta, Geórgia.
56-2940 - Cannon AFB, Novo México.
56-2967 - Myrtle Beach, Carolina do Sul.
56-2993 - Nova York ANGB - 107ª área da ala de transporte aéreo, Cataratas do Niágara, Nova York.
56-2995 - Massachusetts ANGB - 102º composto da ala de inteligência, Otis ANGB, Falmouth, Massachusetts.
56-3000 - Lackland AFB / Kelly Field Annex (ex Kelly Kelly) - 149ª área de Asa de Lutador, San Antonio, Texas.
56-3008 - ANGB de Massachusetts - 104º complexo de Asas de Caça, Westfield, Massachusetts.
56-3020 - NAS JRB Nova Orleans, 159ª área de Asa de Lutador, Nova Orleans, Louisiana.
56-3022 - Mansfield Lahm ANGB - 179ª área da ala de transporte aéreo, Mansfield, Ohio.
56-3025 - Museu Militar do Ar de Selfridge, Mount Clemens, Michigan.
56-3046 - Parque dos Veteranos do Condado de Randall, Amarillo, Texas.
56-3055 - Base da Guarda Nacional Aérea de Tucson - 162º complexo de Asas de Caça, Tucson, Arizona.
56-3081 - Museu do Ar da MAPS, Akron / Canton Airport Ohio.
56-3141 - Planes of Fame, Chino, Califórnia.
56-3154 - Lone Star Flight Museum, Houston, Texas.
56-3187 - Sioux Falls ANGB - 114º FG, Sioux Falls, Dakota do Sul.
56-3208 - Fessenden, Dakota do Norte.
56-3220 - Holloman AFB, Novo México.
56-3288 - Museu Aeroespacial da Califórnia, Sacramento, Califórnia.
56-3299 - Buckley AFB - 140ª área de Asa de Lutador, Aurora, Colorado.
56-3320 - Terre Haute ANGB - 181ª área de Asa de Lutador, Terre Haute, Indiana.
56-3417 - Museu Wings Over the Rockies Air and Space (antiga Base Aérea de Lowry), Denver, Colorado.
56-3426 - Des Moines ANGB - 132ª área de Asa de Caça, Des Moines, Iowa.
56-3434 - Anteriormente no QG da Guarda Nacional do Arkansas, Little Rock, Arkansas. mudou-se para o Valiant Air Command Warbird Museum, Aeroporto Regional Space Coast, Titusville, Flórida, em 2015, para restauração.
56-3440 - Steven F. Udvar-Hazy Center, Fairfax County, Virginia.
F-100F

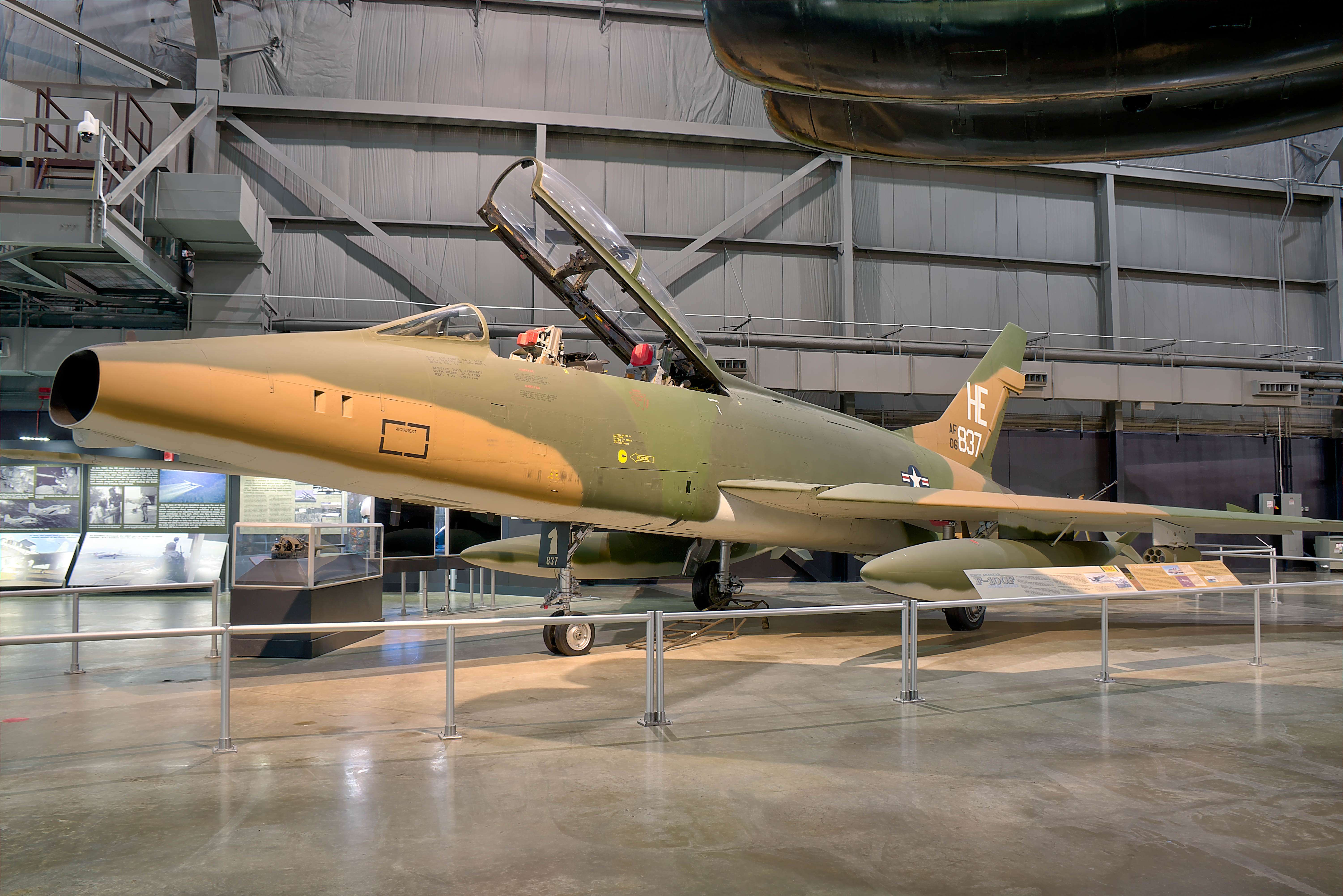
F-100F no Museu da USAF

56-3727 - Warrior Park, Davis-Monthan AFB, Arizona.
56-3730 - Academia da USAF, Colorado.
56-3812 - Veterans Park, Duncan, Arizona.
56-3813 - Riverside Park, Independência, Kansas
56-3814 - Bay Street Park, Texas City, Texas.
56-3819 - Aeroporto Municipal de Saint Maries, Saint Maries, Idaho.
56-3822 - Parque Memorial dos Veteranos do Condado de Clay, Lineville, Alabama.
56-3825 - Aeroporto Municipal de Aurora, Aurora, Nebraska.
56-3832 - Evergreen Aviation and Space Museum, McMinnville, Oregon.
56-3837 - Museu Nacional da Força Aérea dos Estados Unidos, Wright-Patterson AFB, Ohio.
56-3855 - Aeroporto Municipal Las Cruces, Las Cruces, Novo México. [149]
56-3897 - Atlantic City ANGB - 177 ° complexo da Asa de Lutador, Atlantic City, Nova Jersey.
56-3894 - Museu Militar do Ar de Selfridge, Base da Guarda Nacional Aérea de Selfridge, Mount Clemens, Michigan.
56-3899 - Museu da Aviação Glenn L. Martin, Middle River, Maryland.
56-3904 - Museu de Cadetes da Aviação, Silver Wings Field, Eureka Springs, Arkansas.
56-3905 - Museu da Aviação Glenn L. Martin, Middle River, Maryland.
56-3929 - Aeroporto regional do centro aéreo de Fayette, La Grange, Texas.
56-3982 - Museu Aéreo do Hangar 25, Big Spring, Texas.
56-3990 - Força Aérea Comemorativa - Highland Lakes Squadron, Burnet, Texas.
58-1232 - Museu da Aviação, Robins AFB, Warner Robins, Georgia (mudou-se da agora fechada Brooks AFB, TX)

## Especificações (F-100D)

### Características gerais
- Tripulação: 1
- Comprimento: 50 pés (15,2 m)
- Envergadura: 11,81 m (38 ft 9 in)
- Altura: 16 ft 2¾ in (4,95 m)
- Área da asa: 400 ft2 (37 m²)
- Peso vazio: 9.000 kg (21.000 lb)
- Peso carregado: 13.885 kg (28.847 lb)
- Máx. peso de decolagem: 15.800 kg (34.832 lb)
- * Coeficiente de arrasto com elevação zero: 0,0130
- Área de arrasto: 0,46 m² (5,0 ft2)
- Proporção da imagem: 3,76
- Motor: 1 × turbojato Pratt & Whitney J57-P-21 / 21A
- Empuxo seco: 45.200N (10.200 lbf)
- Impulso com pós-combustor: 16.000 lbf (71 kN)

### Performance
- Velocidade máxima: 750 kn (864 mph, 1.390 km / h, Mach 1.3)
- Intervalo: 1.733 NM (1.995 mi, 3.210 km)
- Teto de serviço: 50.000 pés (15.000 m)

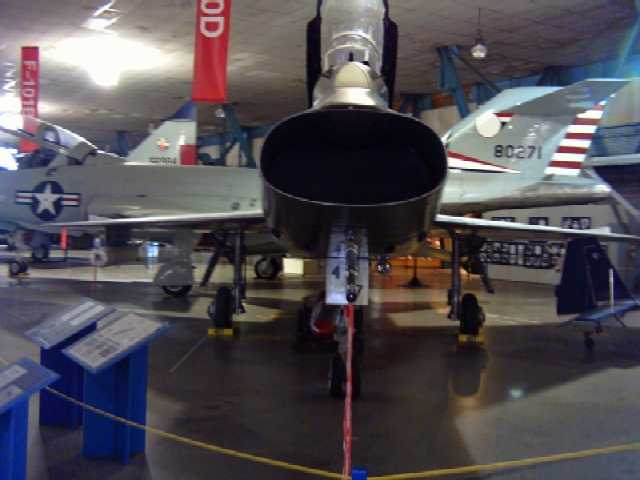

- Taxa de subida: 22.400 pés / min (114 m / s)
- Carregamento da asa: 72,1 lb / ft2 (352 kg / m²)
- Empuxo / peso: 0,55
- Relação elevador-arrasto: 13,9

### Armamento
- Armas: Canhão revólver Pontiac M39A1 de 4 × 20 mm (0,787 pol.), Cada um com 200 projéteis por arma
- Mísseis: ** 4 × AIM-9 Sidewinder ou 2 × AGM-12 Bullpup ou Dispensador de foguete não guiado 2 × ou 4 × LAU-3 / A de 2,75 "

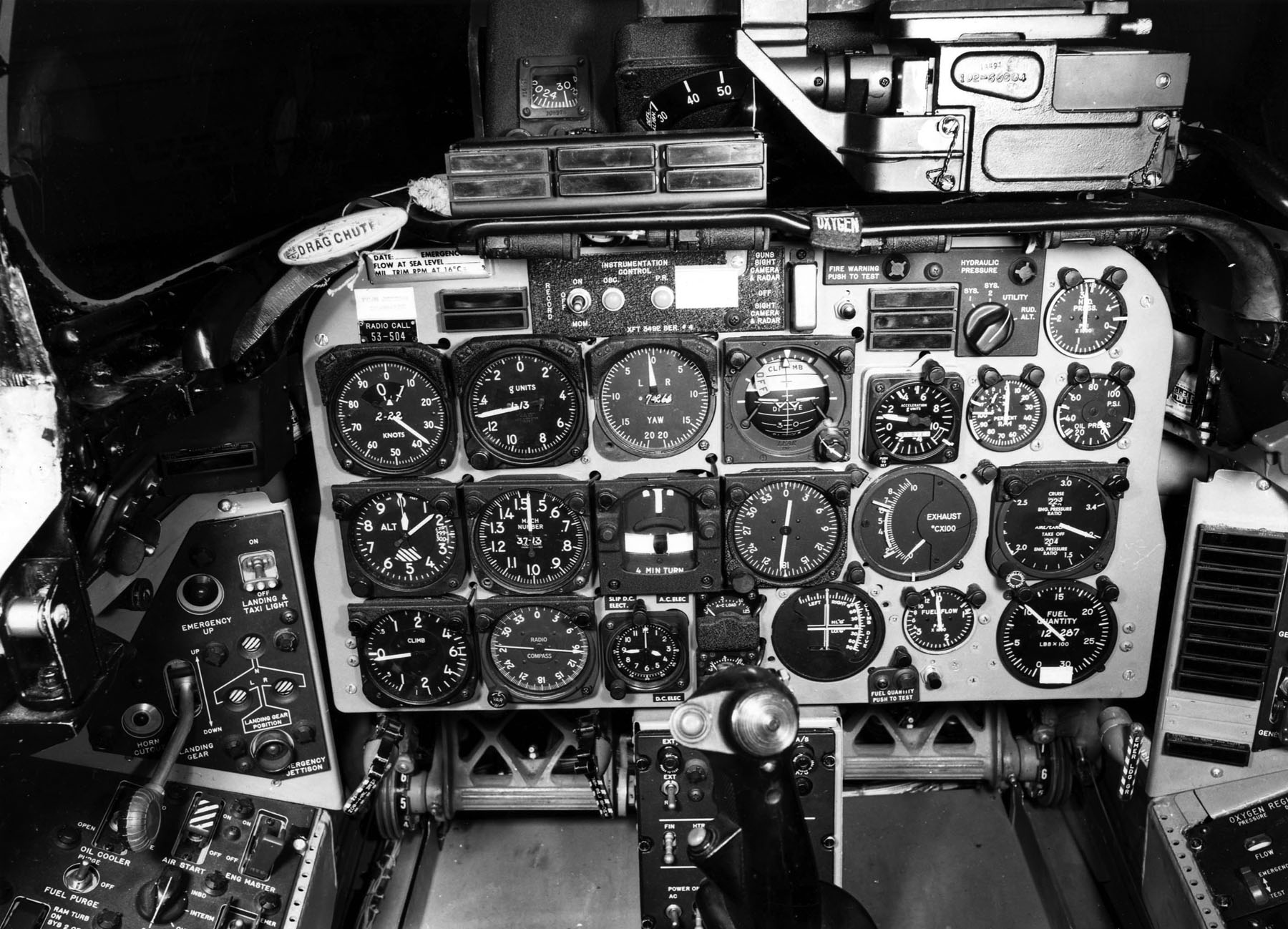
Cockpit modelo D, painel de instrumentos

- Bombas: 7.090 lb (3.190 kg) de armas, incluindo Bombas convencionais ou especiais:Marca 7 bomba nuclear ou Bomba nuclear Mk 28 ou Bomba nuclear Mk 38 ou Bomba nuclear mk 43

### Aviônicos
- Piloto automático de Minneapolis-Honeywell MB-3
- Sistema de bombardeio de baixa altitude AN / AJB-1B
- Aviso de radar para a retaguarda AN / APR-26